# 吴哥窟
吴哥窟，是小吳哥城內的主要神廟建築群，位於柬埔寨暹粒省暹粒市北5.5公里。小吳哥，正式名聖毗湿奴路迦（高棉语拼音：Prĕəh-vɨhnoʾ-lookaʾ；转写：b̥rḥvis̥ṇulok=braḥvisṇuloka），是大吴哥城南的一座小型圣城，占地面積162.6公頃（1,626,000平方米; 402英亩）。 吳哥窟是吴哥古都中保存得最完好的的圣殿，以建築宏偉與浮雕細緻聞名於世，是世界上最大的神廟。
儘管吴哥窟有時被稱為「吳哥寺」，現代高棉語俗稱中也帶有“漥”字，但其原本並不是漥寺，不過吴哥窟在荒廢後確實被當地人用作佛寺用途。
12世紀的吳哥王朝國王苏利耶跋摩二世希望在平地興建一座規模宏偉的石窟“庙山”，并舉全國之力花了大約35年建成。吴哥窟建成于14世纪前半。作为一座圣城，吴哥窟属于禁地，供奉化身为逝去的国王暨毗湿奴。
吴哥窟結合了高棉历代庙宇建筑的兩個基本的元素：立体庙山的多层方坛和平地庙宇的回廊。吴哥窟中央的庙山由三層長方形有回廊环绕的平台組成，层层高叠，形如金字塔，象征印度神話中位於世界中心的须弥山。普朗塔頂部矗立著按五點梅花式排列的五座宝塔，象徵须弥山的五座山峰。三道回廊象征须弥山所在地的土、水、风；庙山周边环绕一道护城河，象征环绕须弥山的鹹海。多年從事吳哥窟維修工作的法国远东学院古跡維修专家莫里斯·格萊斯（Maurice Glaize）認為“吳哥窟是吳哥古跡中以造型之雄偉、佈局之平衡、比例之協調、線條之优美，威風赫赫，可媲美世界上任何最杰出的建筑成就，而毫不遜色。”。
1992年，联合国教科文组织將吳哥古跡列入世界文化遗产，世界各地来吴哥窟观光的游客一持续增加，从1993年不到一万人次，迄至2007年已达二百万人次，吴哥窟已成为旅游胜地。一百多年來，世界各国投入大量資金在吳哥窟的維护工程上，以保护這份世界文化遗产。
吳哥窟被認為是柬埔寨和高棉民族的重要象徵。从1863年开始，吴哥窟造型就已經成為柬埔寨國家的標誌，被描繪在柬埔寨国旗上。

## 名字
吴哥窟的高棉語是（Angkor Wat），又名（Nokor Wat），二者意思都是“寺廟之城”。在高棉語中，（Angkor）是「城」、「都城」之意，為（Nokor）的土語，（Nokor）則來源於梵語詞彙（nagara）。（Wat）意思是「寺廟之地」，來源於梵語詞彙（vāṭa），意思是「圍欄」。
吳哥窟的正式名字為最伟大的毗湿奴路迦（高棉語： 高棉語發音：[ɓɑ.ˈrom ʋɨh.ˈnoʔ loːk]）。
中國古籍稱之為魯班墓或桑香佛舍。
「吳哥窟」的高棉語Angkor Wat與粵語「吳哥窟（ng-go-gwat）」發音近似，且17至20世紀初，高棉華人以廣東人最多，故現通行之「吳哥窟」中譯名據信係依粵語音譯而來。

## 地理位置
吳哥窟位於柬埔寨暹粒市北約5.5公里，即北緯13°24′45〞，東經103°52′0〞。西南约30公里是洞里萨湖，东北30里有库楞山。吴哥窟所在地是鱼米之乡。吴哥地区受热带季候风影响，洞里萨湖平时湖面积约3000平方公里，水深约3米，每年7月到11月，湄公河泛滥，河水倒灌入洞里萨湖，湖面面积迅速扩大至10,000平方公里，水深达14米；涨水时浮稻生长迅速，每天可长20厘米之多，最高长到5米。洞里萨湖的冲积平原土地肥沃，加上高棉人拥有人造水库和灌溉系统，每年稻米四收。吴哥王朝时代，洞里萨湖水产丰富，有黑鲤鱼、草鱼、鲫鱼、江豚、鳝鱼、鳗鱼、蛤蜊、蚬、螺等。在吴哥王朝时代，洞里萨湖地区的稻米和渔业丰收，保障有100万人口的吴哥王朝的经济繁荣。
暹粒-吳哥國際機場（代號：SAI）有航班直達上海、成都、重庆、曼谷、香港、新加坡、吉隆玻、巴色、河内、台灣等地。也可搭航班到柬埔寨首都金边，然後由陸路搭長途汽車或由水路搭快艇到暹粒市。吳哥窟是吳哥古迹中離暹粒市中心最近的。在吳哥窟北2公里是吳哥王朝的最後国都大吳哥；巴戎寺、空中宫殿、巴肯寺和巴普昂寺都在此城中。吳哥窟西北3公里有巴肯寺，東北4公里有荳蔻寺、茶胶寺等古蹟。

## 历史
吴哥王朝的历史始于9世纪，第一位国王阇耶跋摩二世带领国家脱离爪哇的统治，恢复了柬埔寨的独立。公元802年，他自立为王，建都于库楞山。经过几代国王的努力，到12世纪初，吴哥王朝的版图扩张到今日泰国的大半疆域。每代国王都兴建自己的国庙。

### 弑君建廟

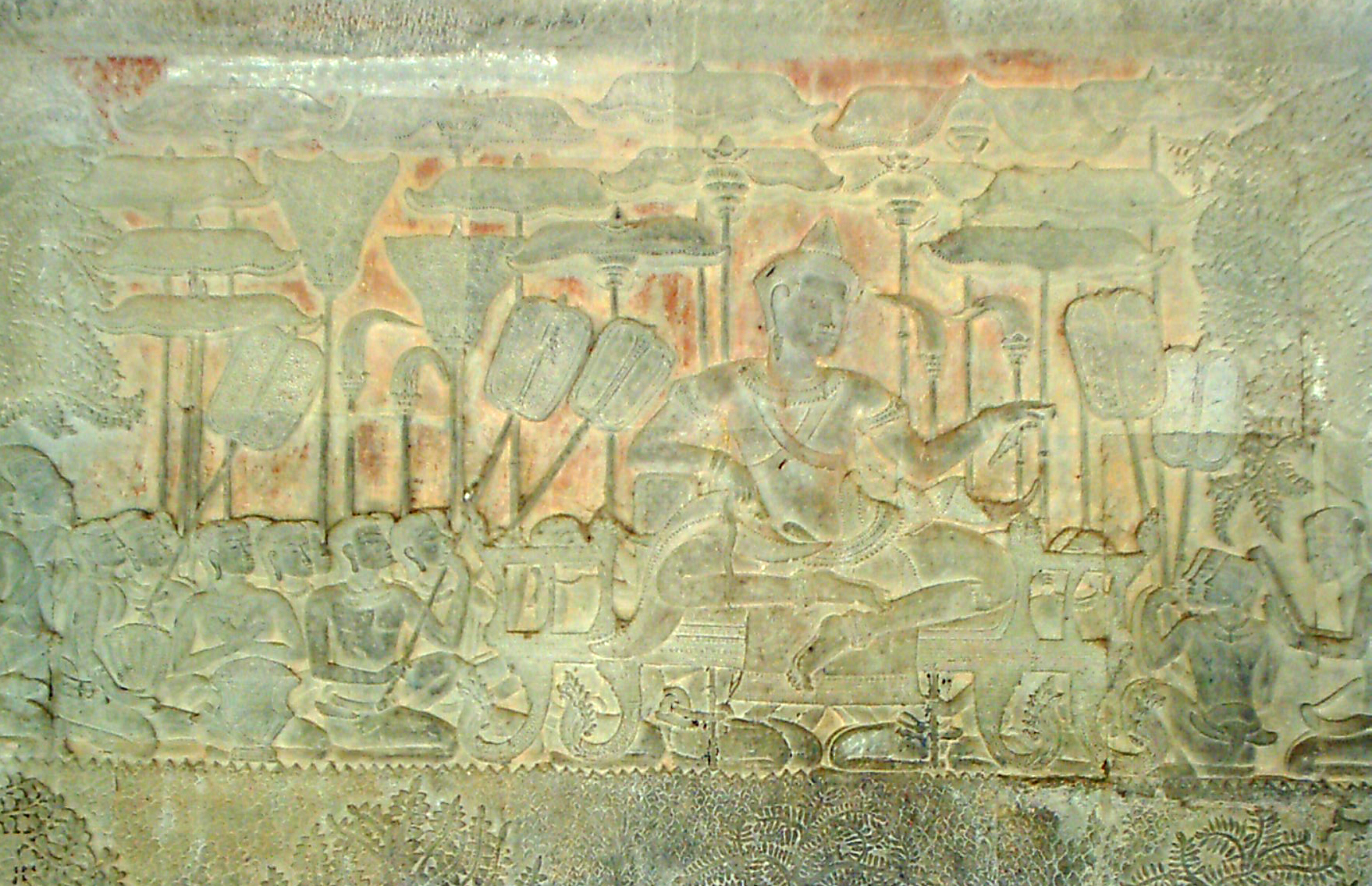
吴哥窟苏利耶跋摩二世浮雕

12世纪初叶苏利耶跋摩二世弑叔君陀罗尼因陀罗跋摩一世夺得王位，新王迁都吴哥。因为苏利耶跋摩二世靠非正统方法获取王位，为了巩固威望，必须大兴土木，营造比前任所有国王建造的七百多座庙宇规模更为宏大的庙宇，作为国庙和他死後神化、供奉的太庙。
为苏利耶跋摩二世加冕的婆罗门主祭司地婆诃罗（Divakara）为国王设计了这座太庙，供奉毗湿奴，名之为“毗湿奴神殿”。按傳統說法，吳哥窟建造历时30年，趕在苏利耶跋摩二世死亡时完成主體結構。作爲比較，吳哥窟較同時期欧洲的教堂規模更大，也更高。

### 文献记录
《真腊风土记》称吴哥窟为“鲁班墓”：
鲁般墓在南门外一里许，周围可十里，石屋数百间。
又说国王死后，有塔埋葬，可见吴哥寺乃皇陵。
元朝航海家汪大渊在1330年-1339年间曾遊历吴哥，他称吴哥窟为“桑香佛舍”，这表明在十四世纪中叶，吴哥窟已经从印度教寺变为为佛寺。汪大渊还报告吴哥窟有“裹金石桥四十余丈”，十分华丽，有“富贵真腊”之语。
明朝永乐元年（1403年），明成祖派遣尹绶出使真腊。尹绶从广州出发从海道经占城，过淡水湖（今洞里萨湖）、菩提萨州、经吴哥窟抵达真腊。尹绶回国后将真腊国的山川、地理和吴哥都城所见，绘画成图上呈，明成祖大喜。

### 日漸荒废
14世纪末至15世纪初，吴哥逐渐丧失了柬埔寨地理和行政中心的地位，统治中心向南方转移。一些学者认为吴哥的衰落是因为一场大灾难导致的；然而迈克尔·维克里、奥利弗·威廉·沃尔特斯、大卫·钱德勒等学者认为，这可能与中国同东南亚国家的海上贸易迅速扩张有关。1431年，暹罗阿瑜陀耶王国入侵吴哥，俘虏大量人口，高棉国王博涅亚向南迁都至金边，柬埔寨历史进入了“黑暗时代”。在黑暗时代初期，高棉仍然有能力同新兴的暹罗争夺资源和贸易，吴哥地区的人口仍然密集，一些建筑也是在此期间被修复的。一种观点认为，在同暹罗的战争中，人口、思想、典籍和制度都从吴哥向阿瑜陀耶转移，经过改造后重新输入柬埔寨，导致吴哥的逐渐衰落。后来，森林逐渐复盖漫无人烟的吴哥。然而這裡僅僅是被荒廢了，並未完全被放棄。葡萄牙人迪尤哥·都古托於1599年所寫的一份報告聲稱：大約在四十年前，柬埔寨的一位國王騎象打獵，在經過一個廢墟時絆倒。國王對此處建築的巨大規模驚羨不已，曾計劃將宮廷遷往此處。根據吳哥的碑銘顯示，在1577年至1578年期間，王室資助修復了吳哥的部份寺廟。據17世紀的碑銘顯示，吳哥窟是當地僧侶和日本朝聖者的一個小型定居點。1632年日本人森本一房訪問此地時，曾誤以為這裡是祗園精舍。

### 欧洲訪客

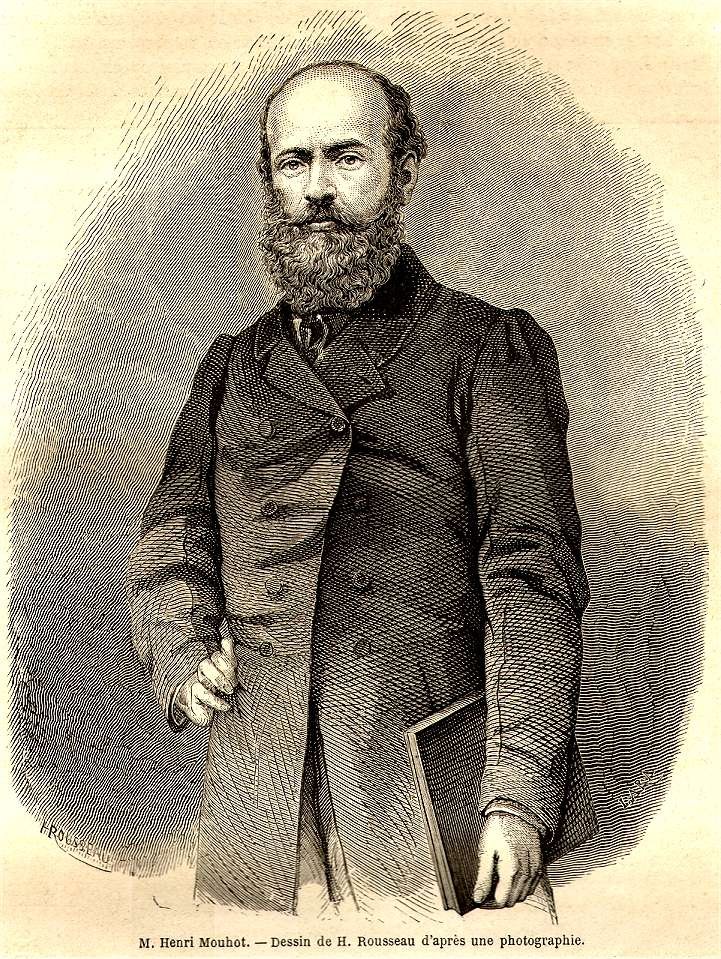
亨利·穆奥像

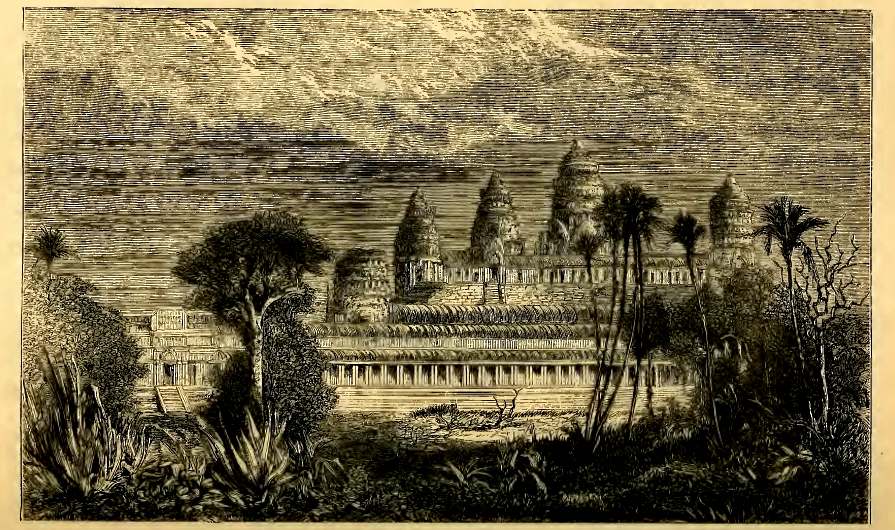
亨利·穆奥画笔下的吴哥窟

在那段地理大發現的主要時期，柬埔寨完全沒有引起西方興趣，因該國既不強盛也不富裕，與淘金、香料之路相去甚遠。到16世紀末，造訪人數增加，因柬埔寨前後幾位國王陸續召來马六甲的葡萄牙人和馬尼拉的西班牙人。西班牙人並未順利完成這趟探險之旅，但柬埔寨已引起他們的注意。開始有書籍或篇章專門討論柬埔寨，吳哥遺址自然包括在內。一些葡萄牙與西班牙的雜文作家藉由這些記載，得知古城重現的消息，並用於自己的作品中。葡萄牙人迪尤哥·都古托是17世紀描寫吳哥遺址的作家中最精確的一個，只有他就各個建築物的性質提供了解釋。但由於當時情況的諸多限制，他的作品無法在1614年完成時出版，而一直推遲到1958年。
1819年，周达观《真腊风土记》的法文翻译本首次在巴黎刊行，此后陆续有欧洲人访问吴哥。
1856年，方济各会修士和旅行家安东尼奥·达·马格达连那遊历吴哥，并向葡萄牙历史学家迪尤哥·都古托报告其游历吴哥的见闻：
城为方形，四门，有护城河环绕……，墙壁的石块巨大无比，似乎连成一体……建筑华丽宏伟，想必是帝王的宫殿。护城河水由东和北方流入，由西和南面流出……。吴哥寺建筑举世无双，其超绝非凡，笔墨难以形容。
但达·马格达连那的报告，被世人目为天外奇谈，一笑置之。
1857年，驻马德望的法国传教士夏尔·艾米尔·布意孚神父着《1848—1856印度支那旅行记，安南与柬埔寨》，报告吴哥状况，但未引人注意。
1861年1月，法国生物学家亨利·穆奥为寻找热带动物，无意中在原始森林中发现宏伟惊人的古庙遗迹，1863年在巴黎和伦敦同时发表文图并茂的法文游记《暹罗柬埔寨老挝诸王国旅行记》，他在第十二章《吴哥窟》中写道：
吴哥是古高棉王国的国都……此地庙宇之宏伟，远胜古希腊、罗马遗留给我们的一切……一见到吴哥的寺刹，人们立刻忘却旅途的疲劳，喜悦和仰慕之情油然而生，一瞬间间犹如从沙漠踏足绿洲、从混沌的蛮荒进入灿烂的文明。
穆奥迪游记，激发法国人和欧洲人对吴哥窟的浓厚兴趣。苏格兰摄影师約翰·湯姆森是世界上最早拍摄吴哥窟照片的摄影师。他受到穆奥游记的启发，1866年3月抵达吴哥，拍摄了世界上最早的吴哥窟照片，1867年他在爱丁堡出版了《柬埔寨的古迹》一书。
1866-1868年由法兰西护卫舰舰长杜达尔·德·拉格雷和陆军中尉弗朗索瓦·加尔尼埃（安邺）率领的法国的湄公河考察团，对吴哥进行了有史以来第一次的科学考察，团员中还包括陆军中尉兼考古学家德拉波（Louis Delaporte）。德拉波将大约七十件吴哥窟的雕刻和建筑物带回法兰西，在1867年和1878年的万国博览会上展出，赶上欧洲兴起的一股收藏东方文物的热潮。他在1880年出版了《柬埔寨游记-高棉的建筑艺术》，书中附书中附带多幅素描画。他后来两度重返吴哥窟，收集实物样本。1886年再四度到吴哥窟收集文物；他的藏品后来被收入吉美国立亚洲艺术博物馆。随同德拉波前往吴哥的，还有法国摄影师艾米尔·基瑟尔，1866年他发表《亚洲》画册，其中的吴哥窟照片使人们可以目睹吴哥窟的雄伟风采。1873年法兰西湄公河考察团出版了由团员安邺执笔的《印度支那考察之旅》，其中也收入德拉波的吴哥窟素描画。
1873年美国旅行家Frank Vincent (1848-1916)出版《白象之国，东南亚目击记-缅甸、暹罗、柬埔寨、南圻旅行记》。

### 重建曲折

柬埔寨国旗

1907年，暹罗将暹粒、马德望等省份归还柬埔寨。1908年起，法国远东学院开始对包括吴哥窟在内的大批吴哥古迹进行为期数十年的精心细致的修复工程。吴哥窟的190米宽的护城河，如一道屏障，阻挡四周森林的围困，因此吴哥窟比其他吴哥古迹，保存得更完整。但仍然杂树丛生，有些树根深植入部分建筑物的红壤砖缝隙，逐渐将缝隙扩大，最后将红壤砖推落，使建筑物坍塌。修复工程包括几个方面的工作：清除杂草、树林、积土、白蚁，稳定地基，支撑摇摇欲坠的建筑物，然后运用考古学家在希腊雅典和印尼爪哇等地古迹重建工作中发展起来的分析重建术，运用在吴哥古迹的重建。清理吴哥窟的工程在1911年完成。
30年代，开始用分析重建术复原吴哥窟。分析重建法要求必须用遗址的原来材料，按原来的古代的建造方法复原遗址，只有在原物无存的情况下才允许适当使用代替物。这项工作到了七十年代曾因柬埔寨政局动荡而停顿，上千名替法国人进行修复工作的工人被红色高棉处死，仅两人存活至内战结束。修复工作于1990年代重新展开。

### 考古研究
有些书籍认为吴哥窟是吴哥王朝帝王的皇宫，但经过学者们多年的研究，得出结论：吴哥窟不是王宫，也不是皇亲国戚的王府，整个吴哥窟内，不存在宽敞的房间，不可能是国王居住的皇宫；根据周达观《真腊风土记》的记载，国王和皇亲国戚的居室有铅瓦或土瓦遮顶，说明当时皇宫和王府不是石质的，石屋无需盖瓦。。
吴哥窟也不是是信徒大众们朝拜的寺院。周达观形容真腊的僧人和寺庙时写道：
削髪穿黄，偏袒右肩，其下則繫黄布裙，跣足。寺亦許用瓦蓋，中止一像，正如釋迦佛之狀，呼為孛賴，穿紅，塑以泥，飾以丹青，外此别無像也。塔中之佛，相貌又别，皆以銅鑄成……
这说明在吴哥王朝，吴哥窟之外围可能有些小的寺院，供僧侣进行宗教活动，而不在石建的庙内。
考古学家们根据吴哥庙宇中发现的铭文、石棺和吴哥窟的坐向等方面，论证寺城吴哥窟是一座供死去的先王（神灵）居住的围城（វាំងចំណារ vāṃṅcṃṇār 拼音：vĕəng cɑmnaa，“有圍欄的（王）宮”）：
1. 绝大多数从吴哥古迹挖掘出来的湿婆、毗湿奴像，无非是帝王、太子和皇亲国戚们死后化身为印度教或佛教之神的雕像，而并非单纯的神像；国王们的谥号一半是他们在世的名号，后半是“自在主（isvara）”或“神（devi）”，例如吴哥王朝第三代君主因陀罗跋摩一世，谥号“因陀罗伊濕伐羅”有神王一体之意[62]。
2. 与吴哥大多数其他寺刹朝东，面对朝阳不同，吴哥窟正门朝西，面向日暮；根据荷兰考古学家博施（Bosch）的研究，印度和爪哇的殡葬风俗，祭祀神灵的寺庙朝东，而墓地则一律朝西[63][64]。
3. 围廊内浮雕的次序是按逆时针方向排列的，正符合婆罗门教葬礼时的墓地巡行方向[65]；
4. 十三世纪末叶，出使真腊的宋朝外交官在《真腊风土记》中记做“鲁班墓”，这表明吴哥窟的墓葬性质[66]；
5. 吴哥窟画廊中苏利耶跋摩二世与毗湿奴神相貌相似，暗含日后升天成毗湿奴长驻毗湿奴神殿之意。

## 文化与宗教背景
印度文化与宗教，对吴哥王朝有深远的影响，而高棉人也有丰富的文化传统。印度文化与高棉文化融合，造就了富有特色的高棉艺术。

### 神王信仰
高棉的神王信仰，起源于吴哥王朝的开国国王阇耶跋摩二世，他在库楞山之巅，自立为“山帝”之后，更仿照爪哇国习俗，树立“神”“王”合一的神王信仰；他宣称，印度教创造与毁灭之神湿婆，授他肉身以神性，国王的灵魂，附身于湿婆的化身林伽，名为Devaraja（梵文），即“神王”。他创造了吴哥建筑的新形式：象征须弥山的庙山，供奉神王，俨然成为吴哥王朝现世和神界的主宰。此后吴哥王朝历代的君主都继承这庙山传统。都在各自的国都致力于建造神圣的太庙，供奉湿婆的化身林伽神王。在世的国王，是万众信奉的国神；国家的兴旺与神王合一休戚相关，国庙成为神王合一的关键，在国都中央的庙山之巅，国王以神身与神界沟通；国王死后，太庙成为他葬身的王陵，他的继承者再另立新的国庙。然而，只有实力雄厚的高棉国王才有能力修建国庙，在位不长或因内乱的国王，就无力修建神王庙作为自己的陵墓。
十二世纪初苏利耶跋摩二世改奉毗湿奴，建立宏伟的国庙吴哥窟，供奉毗湿奴的肉身苏利耶跋摩二世。吴哥窟太庙的中殿，供奉着神王，象征国家的核心，代表人世间的天堂，民众相信，神灵附体的国王，和神灵相通。吴哥社会各阶层，都以神王为中心，为神王的荣誉而工作，正如太庙建筑，以林伽为中心一样。民众相信侍奉神王是与生俱来的责任，此生如行正道，来世得投生为王，否则投胎为奴。修建吴哥窟太庙的农民工，相信勤快的工作，可以使他们此生愉快，来世好投胎。他死后，吴哥窟成为他的王陵，周围布满美丽的仙女，犹如毗湿奴的天界一般。

### 庙山传统
从扶南时代，国王们都自称为“山帝”。高棉语“山帝”（kurung 帝 bnam 山），来自梵文Sailaraja（शैलेन्द्र 山王）。
从吴哥王朝开国父阇耶跋摩二世开始，历代国王大兴土木，修建自己生世和死后的神王庙和不止一个皇亲国戚的祠庙；例如因陀罗跋摩一世在巴孔庙建立神王太庙，在Prah Ko为父母、祖父母、先帝建立六座祠庙和太庙。
吴哥王朝的国王们修建的神王庙，是高棉建筑艺术独特的形式庙山。

## 吴哥窟佈局

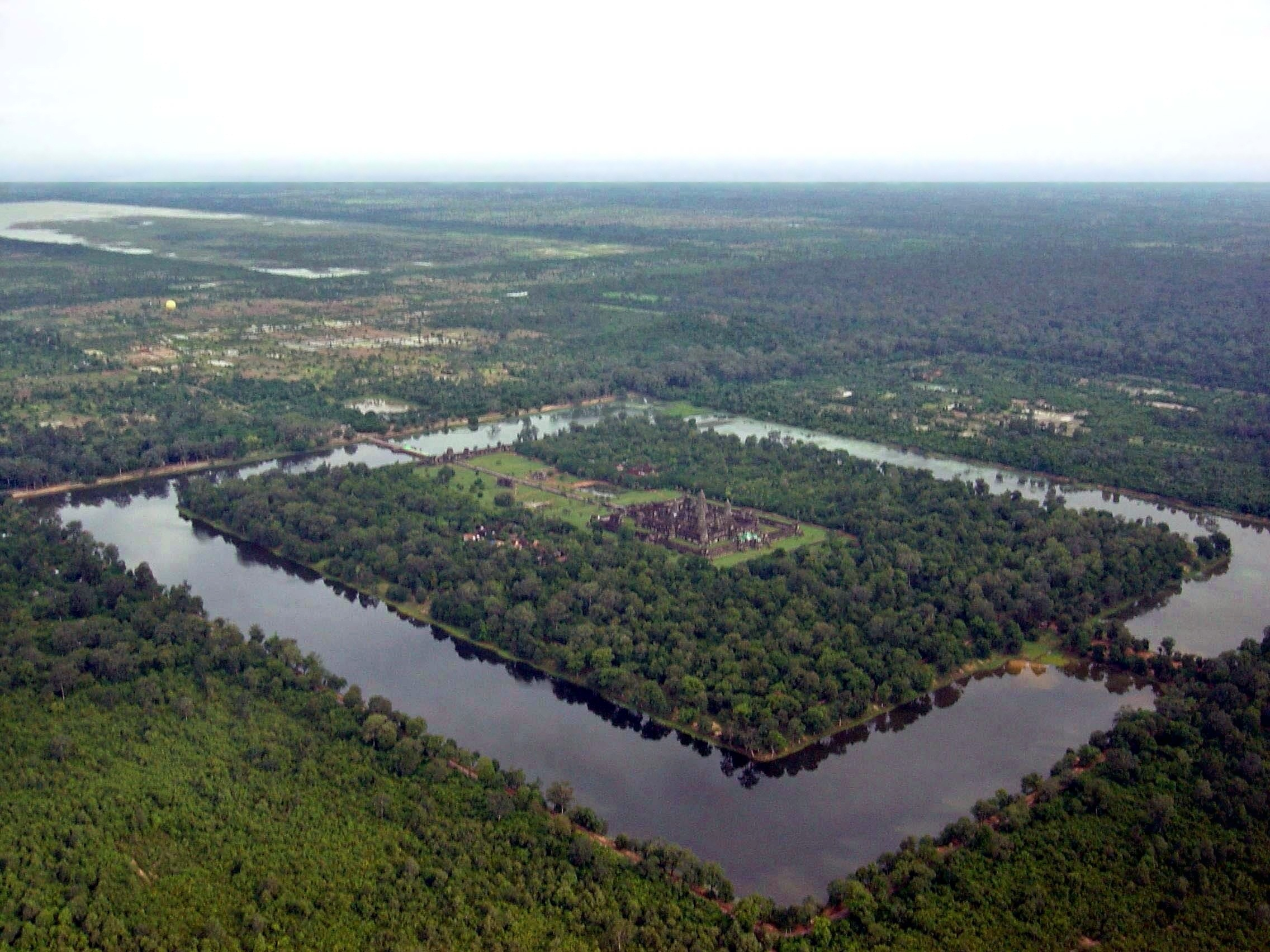
吳哥窟鳥覽圖

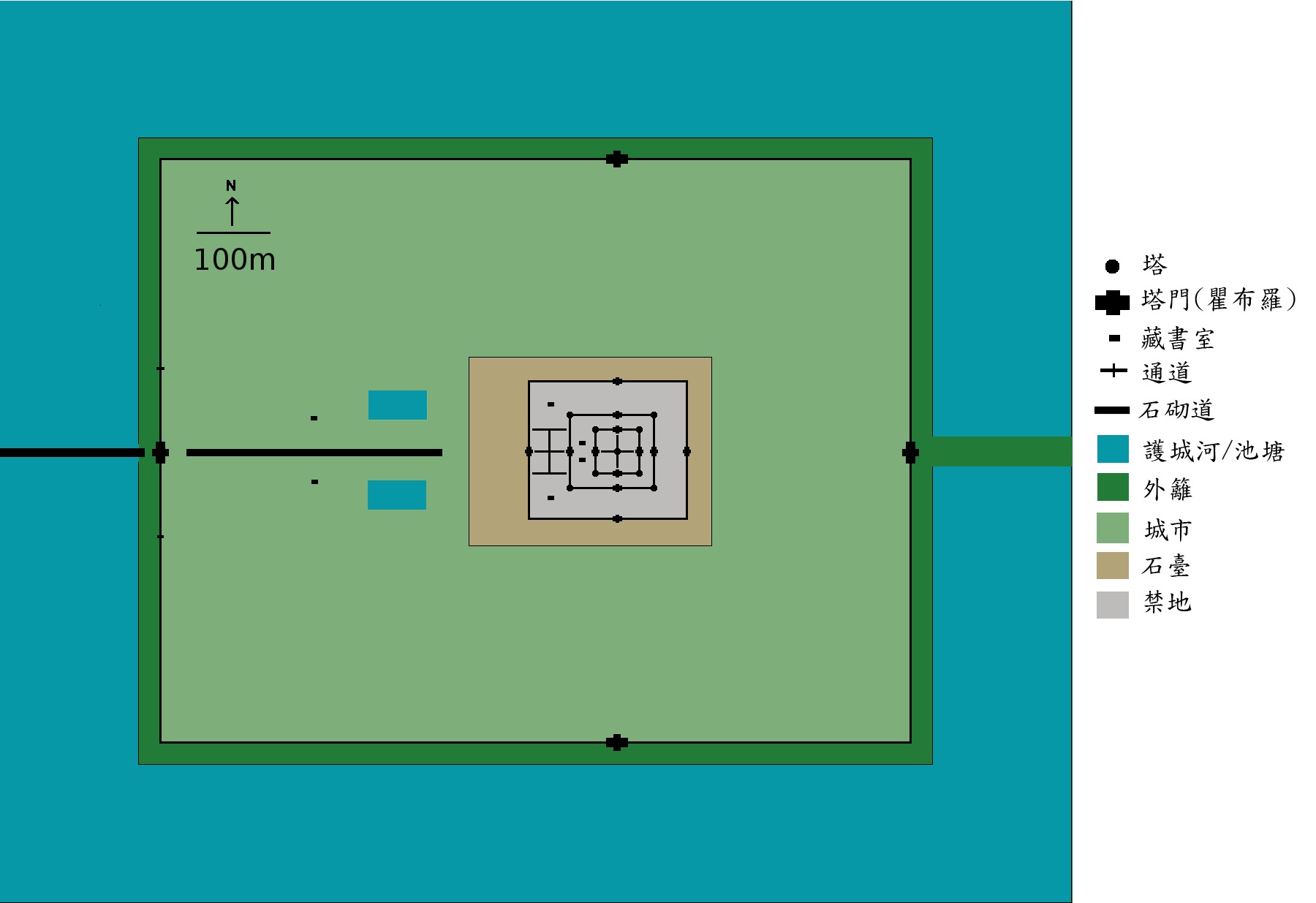
吳哥窟平面圖

吴哥窟东西方向1500米长，南北方向1300米阔的长方形，连护城河在内，占地近200公顷，主体建筑群吴哥窟是吴哥古迹中最大的庙宇。
吴哥窟的整体佈局，坐飞机从空中可以一目了然：一道明亮如鏡的長方形护城河，围绕一個長方形的滿是郁郁葱葱樹木的綠洲，綠洲有一道寺廟围墙环绕。围墙由红土石构成，全长1025米，宽802米。綠洲正中的建筑乃是象征须弥山的吳哥窟。
吳哥窟坐东朝西。两道东、西長堤，橫穿护城河，直通庙宇围墙的东西大門。過西大門，一條长长的大道，穿過翠綠的草地，直達庙宇的西大門。在金字塔式的庙山之巅，矗立著五座宝塔，如骰子五點梅花，其中四個宝塔較小，排四隅，一個大宝塔巍然矗立正中，與印度金刚宝座式塔佈局相似，但五塔的間距宽阔，宝塔與宝塔之间連接遊遊廊，此外，庙山的每一层都有回廊环繞，乃是吳哥窟建築的特色。

### 外郭

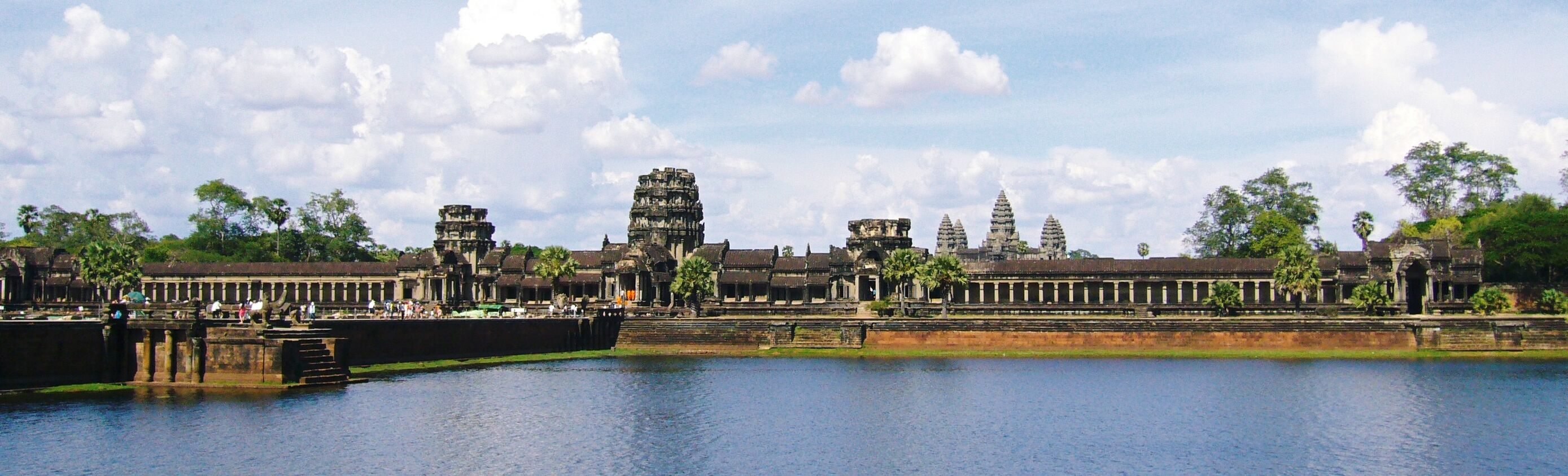
由护城河西岸遥望吴哥窟

吴哥窟的外郭緊貼護城河，現衹有西門附近的一段完好保留。
护城河与西堤
吴哥窟的护城河呈长方形如口字，东西方向长1500米，南北方向长1300米，全长5700米；河面宽190米。河深4米。护城河有运河与暹粒河相通。河水供居民饮用和农田灌溉之需，增强了帝王的权威。护城河外岸有高三米厚一米的砂岩驳岸围绕，内岸有台阶可下达河面。护城河上正西、正东各有一堤通往吴哥窟西门、东门；东堤是一道土堤，西堤长200米，宽12米，以铺砂岩版覆盖。古时西堤是裹金的。西堤中央，有一十字形平台，左右二石阶可下达河面，便利当时的居民汲水。护城河内岸留开一道30米宽的空地，环绕著吴哥窟的红土石长方围墙。
外围墙与廊廡
围墙东西方向长1025米，南北方向阔802米高4.5米。围墙的东南西北各面的正中都有一段廊廡（高棉語：ថែវ，撰寫：tʰaev，拼音：thaew）。围墙西面的中段的围廊235米廊，中立三座塔门。正中的一座带台阶的四柱塔门，是吴哥窟的山门，门厅里有雕刻精良的柱冠和楣梁，壁柱和门楣也保存得最完好。柱廊左右两翼各有一座塔门。廊廡比较狭窄，只有2.2米宽。廊廡的西侧竖立内外两排石柱，内排石柱托住的天花板，装饰著莲花和玫瑰花图案，靠外的石柱，只剩下寥寥几个，支撑着残缺不全的半拱顶。廊廡东侧墙壁开明窗，装饰着直径14厘米的葫芦欞，壁下装饰一长条简单的仙女图案。各塔门都有纵通道和横通道，交叉成十字形，纵通道以出入寺院，横通道以游览廊廡。此三座塔门的纵通道特别宽阔，可容大象通过，又名象门。三座塔门的顶部塔冠，已残缺不全，但正中的一座，比左右两座高，成一个山字形，和吴哥窟顶层正面的三座宝塔相呼应。西围墙的南、北两端，有象门各一。走出廊廡回望，廊廡朝东的外壁，可见葫芦棂窗和精美的仙女浮雕，三三两两的仙女，在朝阳照射下显得尤其美丽；正门南数米处的一尊仙女浮雕，是庙内近两千尊仙女浮雕中独一无二露齿微笑的。外围墙的南、北、东面的塔门，比西面的塔门小而简单，而且未完工，很少人参观。南塔门之下供奉一尊八手毗湿奴雕像。苏耶跋摩二世在位时，这尊毗湿奴像原本是供奉在吴哥窟庙顶层神庵内，在吴哥窟改宗佛教后，由顶层神庵请来此地守护。
广场
由围墙包围的庙院广场，占地面积82公顷。除去位居中央的庙山，这一片广场原是古代城市和王宫的遗址，王宫遗址在庙北。宋代赵汝适在《诸番志》一书关于真腊国的记载，国中官民都住竹编的房屋，以茅草为屋顶。如今古城和古王宫都荡然无存，满地被深林覆盖，密林中隐约可见一些纵横的街道格子的遗迹。据学者估计，当时古城人口达二万人。
大道与王台
由太庙围墙的西塔门通往寺刹西山门的大道，宽9.5米，长约350米，高出地面1.5米，大道的里子填土，路面用砂岩石板铺砌；石路左右两边筑有矮石栏杆，托起七头蛇那伽保护神。大道两侧各分布六道台阶，可下达广场；台阶之间相隔约50米，七头蛇栏杆在在台阶处转向、昂首。路南、北各有一座名为藏经阁的优美建筑物，四面开廊门，正面的门廊长33米，中堂有石柱支撑；带栏杆的窗子，照耀内堂，光线明亮。往东，路北，在藏经阁和庙山之间，有一方荷塘，绽放各色荷花，从池塘的西北角，可见吴哥窟正面如画般的倒影；路南对称位置的水塘，则是清水一泓。这两片池塘可能是16世纪修建的。路段尽头是一条直通吴哥窟庙山门的十字形的双层高台，称为王台，古时用作国王庆典舞蹈的场所。王台高2.3米，纵横两翼，长122米，宽12.16米；台基装饰著美观的飞檐，刻满著细腻的玫瑰和蔓藤花纹图案；王台左右各一排四方石柱，分别支撑多头蛇神那伽的身躯。王台前方和左右的三座台阶，下通广场，每一座台阶的两翼，各立两头石狮。
- 吴哥窟大道
- 毗湿奴雕像
- 吴哥窟廊廡仙女浮雕
- 北藏经阁
- 南池塘
- 北池塘

### 吴哥窟

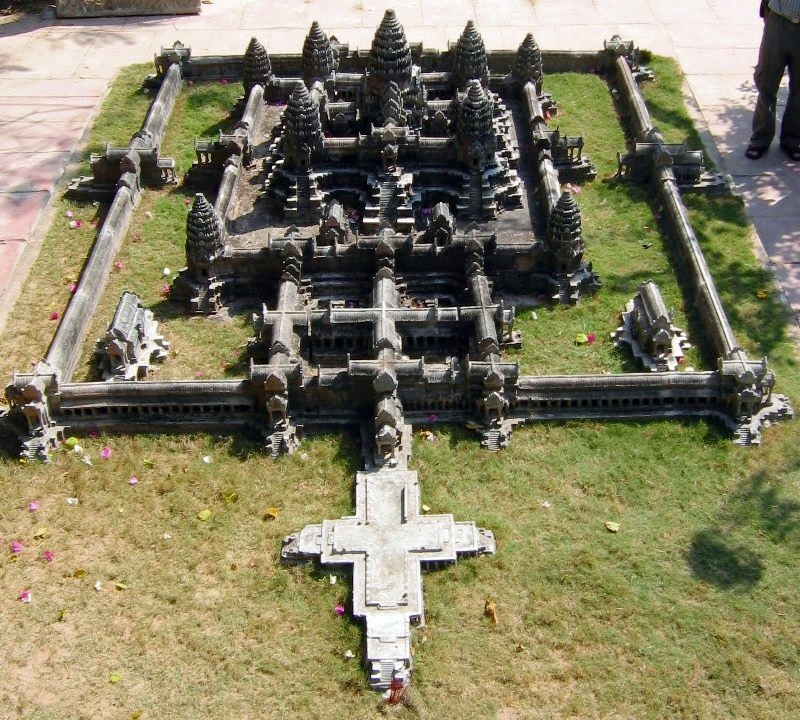
吴哥窟結構模型

十字王台尽头是吴哥窟的内郭。它基本是由大、中、小三个以长方形回廊环绕着塔形神殿主體，象征印度教中的须弥山。依外大内小、下大上小的次序堆叠而成的三个院落。最小的回廊与中央神殿形成五座莲花圣塔鼎立的五点梅花图案。美国学者艾丽娜·曼妮卡認爲这三层回廊由外至内依次代表国王、婆罗门和月亮、毗湿奴。各回廊的每个基点上建立廊门，上中两层平台的的回廊，四隅设置門樓，每层平台四角処有四座宝塔。由于寺庙的朝西取向，因此上一层平台的位置，并非在下一层平台的正中，而是略偏东，为西边廊庑留出更多進深；因为同样原故，西边的台阶不如东边台阶陡峭。

#### 内郭外回廊
第一层的平台由砂岩石垒成，高出地面约3米；平台之上，圍有高3米许的廊庑，围绕整个吴哥窟如口字型。回廊长方形，南北方向长180米，东西方向长216米，高4.16米。回廊四周，共有四座門樓和八座廊门：四隅各一座廊门，正西、正东各三座門樓，正北、正南各一座廊门。門樓和廊门有朝内、朝外二石阶，分别通第一层内院、寺庙外院。回廊的内侧墙壁既是寺的外墙兼巨型廊廡。回廊的外侧，有两排并列的方石柱，靠内的一排方石柱支撑廊廡的筒形拱顶，靠外的一排方石柱支撑侧廊的半拱顶，拱顶离地6米，半拱顶离地4.3米；内石柱长3.18米，外柱长2.25米；柱顶过梁与上楣之间的横饰带，布满莲花之类的图案。回廊的拱顶和半拱顶，覆盖陶瓦，保护廊廡壁上的石雕，不受日晒雨淋。

#### 田字阁

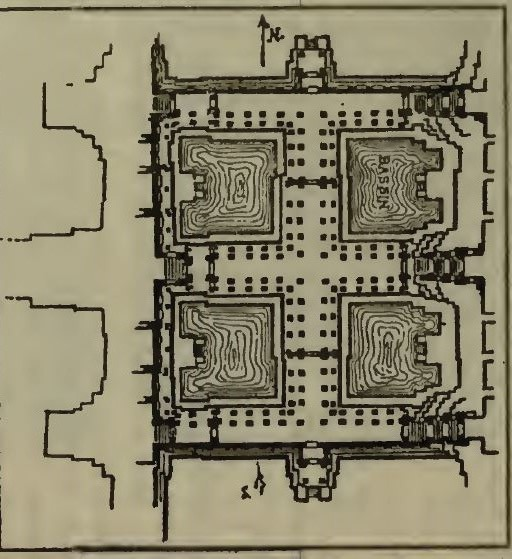
王字阁平面图

入第一层回廊西门，踏入一个名为“千佛阁”的王字阁，四周环绕回廊。田字阁的中央的十字游廊，间隔出来四个天井，其地面比十字游廊和回廊低约一米，原来可能是水池，盛载祭祀用的辟邪水，现不蓄水，池壁雕刻水平纹和其他图案，每个池子都有一道台阶，由于池壁布满雕刻，原先储水不会太深。田字阁的南廊和北廊，宽约3米，外侧封闭，内侧立双排方柱。十字游廊由东西向、南北向的两道游廊交叉成十字形，每道游廊由中廊、左侧廊、右侧廊三部分组成，由四行方柱支撑。两行内方柱支撑中廊，两行外方柱支撑各左右侧廊。中廊宽3.15米，连两边侧廊在内共宽7.7米，高约4.5米。柱上楣构包括上楣、雕带和过梁，雕带装饰飞天仙女浮雕。一部分柱身和天花板还残留深红色的涂漆，由此可窥见八百多年前吴哥窟全盛时期之辉煌景象。主廊顶呈蛋尖拱形，以陶瓦盖顶。主廊的拱顶覆盖著刻有莲花花圈的木质天花板，左右侧廊，宽约2.5米，高约3米，侧廊的拱顶没有天花板，但布满丰富多彩的绘画。拱顶的间隔三角墙雕刻着《毗湿奴搅乳海》等故事，柱基雕刻着坐地双手合十的苦行僧。田字阁的南北走廊中央各有双柱廊门和下行台阶。几世纪来，上座部佛教徒在被称为“千佛阁”的南廊留下许多佛像，不过大部分佛像现在已被挪走，还一部分被红色高棉破坏了，只剩下寥寥几尊。阁内还有一些十八世纪颂扬朝拜者善行的铭文，多数是高棉语，一些是缅甸语。
阶梯式走廊
王字阁的北廊、中廊和南廊各有阶梯式走廊东连庙山的二院。由于田字阁连接两圈不同水平的游廊，因此古代高棉的建筑师巧妙地将王字阁的三道东向游廊的的东段分为三截，每一截的正廊顶、侧廊顶、石柱一同抬高，一截比前一截高一点，如台阶般，再以山墙封屋檐，这种设计，使得大部分东向游廊保持水平，不至于变成斜廊。阶梯式走廊是匠心独具的建筑，设计轻巧，赋予建筑物空灵之感。法国摄影家基瑟尔在1873年发表了道阶梯式走廊照片，几年后考古学家德拉坡也发表了吴哥阶梯式走廊窟道素描。
- 底层廊廡西北角
- 底层廊廡西南角
- 1880年Delaporte的吴哥窟王台素描
- 第一层田字阁的十字游廊
- 田字阁的阶梯式走廊-德拉坡素描
- 一院西北角的高台座藏经阁

田字画阁的外院，乃寺庙第一层围场的内院（一院），如反匚字形。在一院的西北角和西南隅，各有一座立于双层高台之上的藏经阁，四壁开葫芦楞明窗和门框，四面有石台阶。

#### 内郭中層平臺
第二层台基又高出第一层台基五米半，也有长方形廊廡环绕，东西方向长约115米，南北方向宽约100米。回廊宽约2.45米，朝外一面是普通的墙，朝内的墙壁开棂窗，没有石柱，也没有侧廊；从二院观看，回廊的墙壁装竖棂盲窗，盲窗之间的墙壁，有许多服装和发型多姿多彩的仙女浮雕。回廊有四座門樓，分布四偶，还有六座廊门，西边三座，东、南、北各一。四隅的門樓，有两座不同方向的下行台阶通一院；南、北、西廊门各有上下二石阶，下通一院，上通二院；三座西廊门的三座台阶，居中的台阶上通二院藏经阁的十字台，下通田字阁，其余二廊门的台阶，上通二院，下通田字阁。回廊北侧有回音厅。第二平台回廊四角的門樓，顶部各矗立一座宝塔；因年久失修，四座宝塔的顶部大半缺损，九层宝塔只剩二三层。北廊东门和南廊中门有保存得十分完好的三角墙。第二院的西南、西北隅各有一座小小的藏经阁，两壁的楞窗和残破的屋顶，使内堂明亮。两座藏经阁之间由一个架在矮石柱上的十字台在南北方向相连，十字台的东西道接连第二平台回廊的西门和第三平台回廊的西门。这个十字台也后人添加的。
- 第二层
- 第二回廊外表的竖棂盲窗和天神浮雕

#### 内郭高層平臺
寺庙的第三层平台，即最内和最高层平台，称为巴甘，正方形，形如金字塔，但由两段叠成，巍然拔地而起30米，比一、二层平台高一倍。平台四周有十二道台阶，东南西北每边各
三道，中间的四道台阶，宽6米，有39级；十二道台阶都十分陡峭，仰角最高达70度，每座台阶左右都有护墙。平台之上的田字形重檐廊廡，60米见方，上立五座莲花圣塔，四隅各一門樓，正中矗立一座42米高的大主塔，塔顶离地62米。主塔比四个角塔高大；五座宝塔，排成五点梅花式。每塔内设神龛。主塔的神龛，最初四通，中供毗湿奴一尊，在十四五世纪改奉上座部佛教后，中供佛像，三面门廊改成佛龛。各門樓之间，門樓与主塔之间，由田字廊廡相连。回廊的地面高出水池底一米。田字廊廡的口字回廊和十字游廊将内院分隔为四个方池，供朝拜者净洗之用。回廊宽2米，分主廊和偏廊两部分，主廊的外侧墙壁分布著竖葫芦楞窗，在正东、正西、正南、正北四个基点则分布长方形明窗。十字游廊有一中廊，二偏廊，一拱顶，二半拱顶，左右各二排方石柱。中廊内侧的立柱排，支持高五米的拱顶，偏廊内侧立柱支持高三米的半拱顶。田字廊的拱顶和半拱顶上铺陶瓦。廊廡顶部的天花板刻狮头蛇像，廊廡和神龛入口有布满雕饰的门楣和三角墙，廊廡柱顶的雕带装饰一排重复的壁龛，雕刻双手合十闭目打坐的蓄须苦行僧。回廊东南西北四边的正中有廊门，正前方一道台阶下通二院；回廊四隅的門樓的前方和左方或右方各有台阶下通二院。1934年法国考古学家挖掘中心宝塔的沙土地基，深达25米，相当于寺外地面的高度，但未曾找到宝藏，显然已被盗，但在23米深处，却发了现镇殿之宝：一块红土砖内藏著的两块水晶和两片直径18厘米，重65克的圆形金叶。

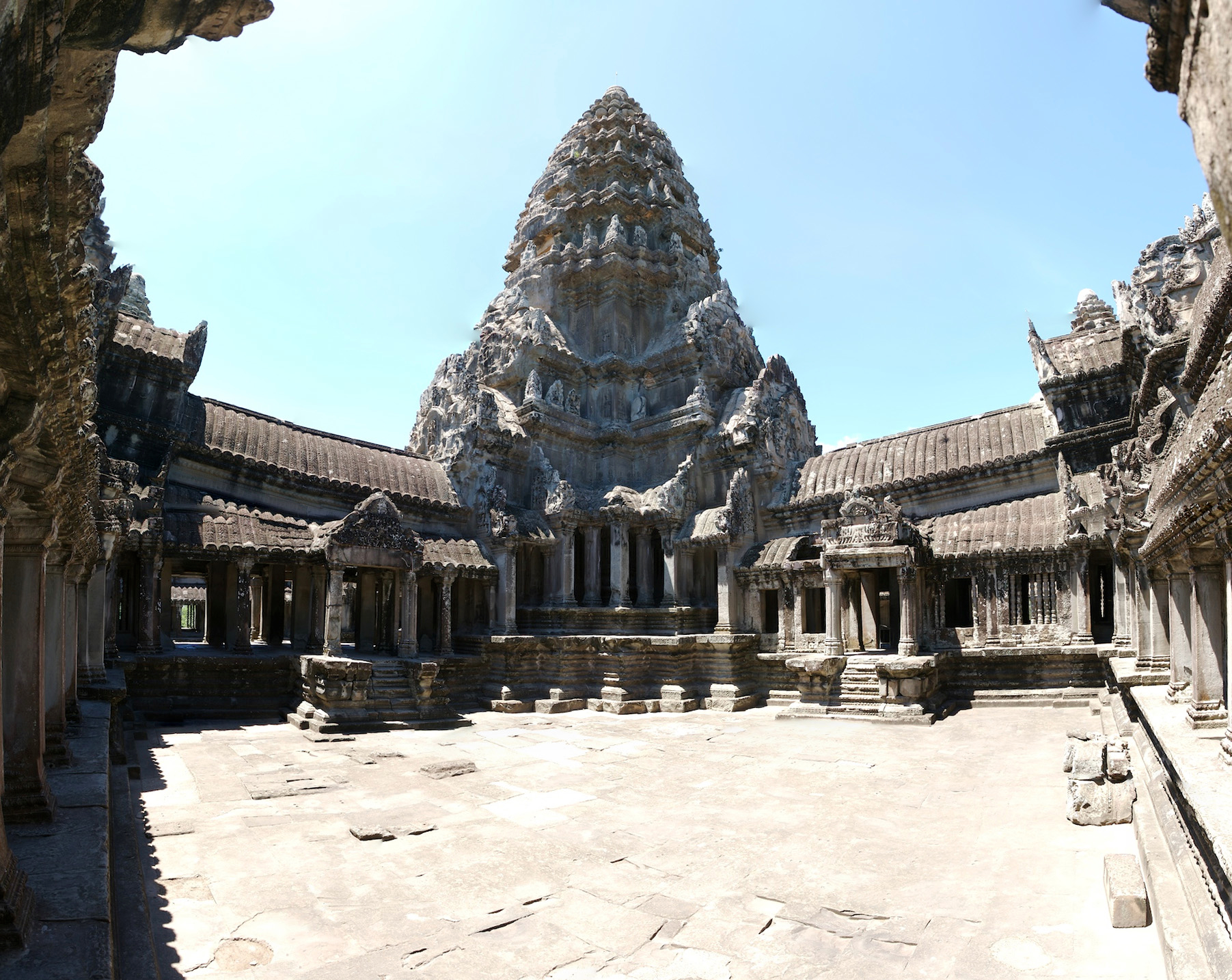
第三层
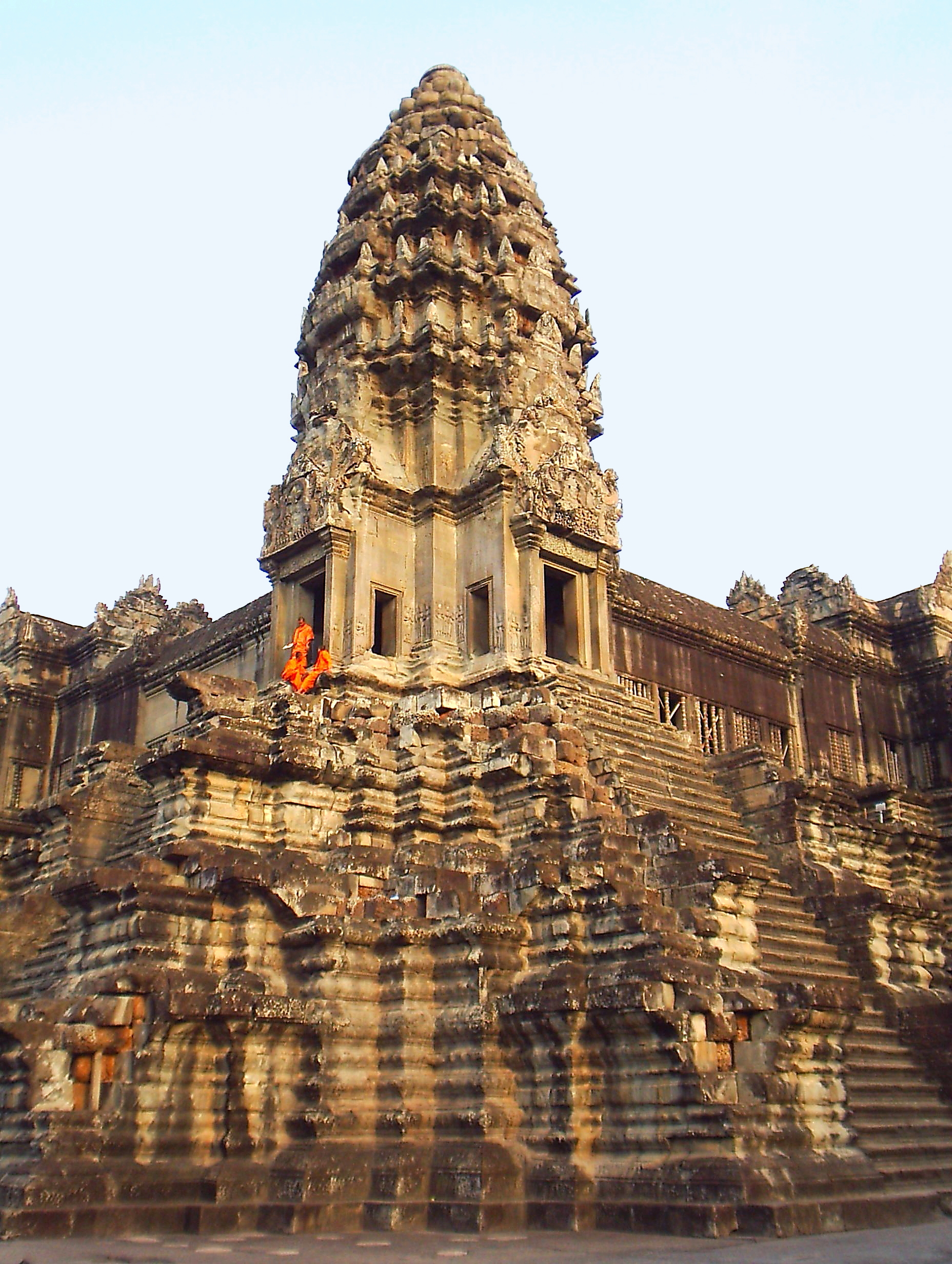
顶层廊廡西北角門樓及二道石阶
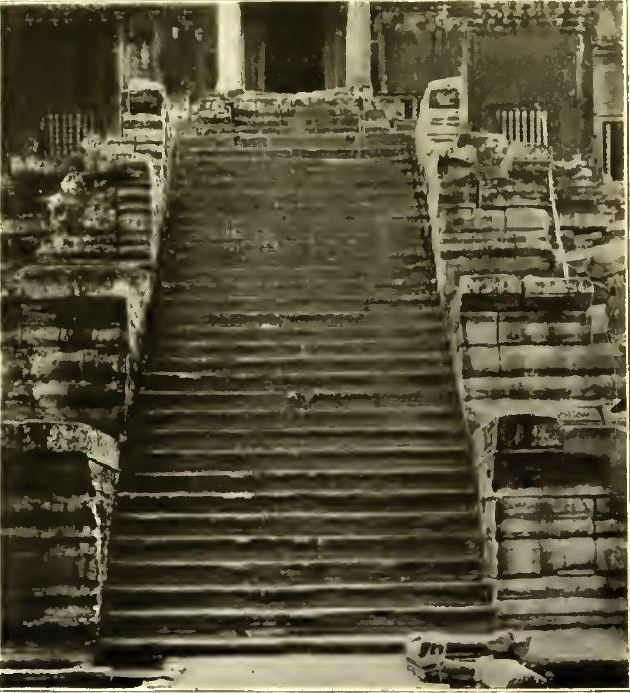
登第三层平台的台阶
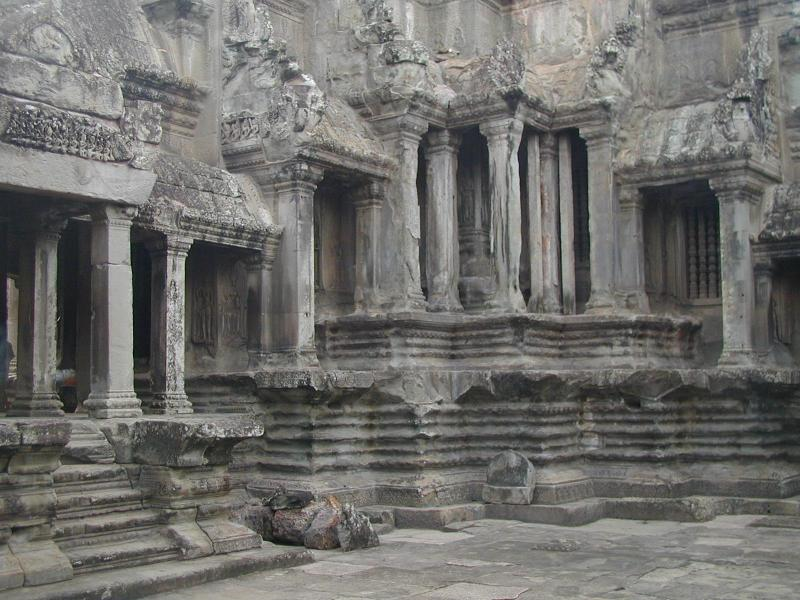
顶层回廊一角

## 建筑艺术

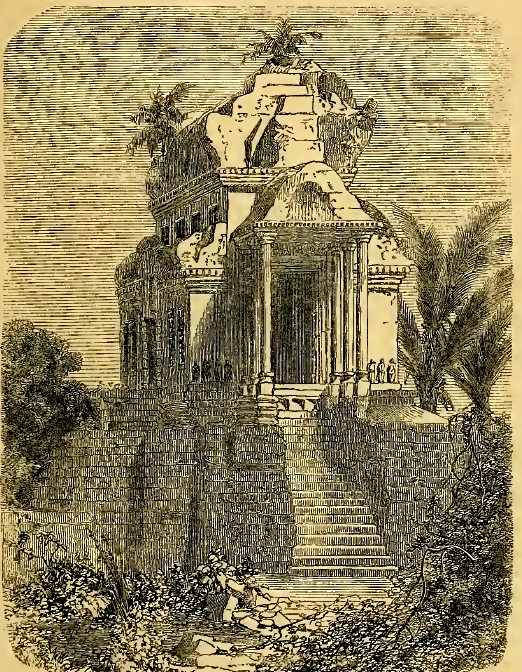
穆奥画笔下的吴哥窟廊门

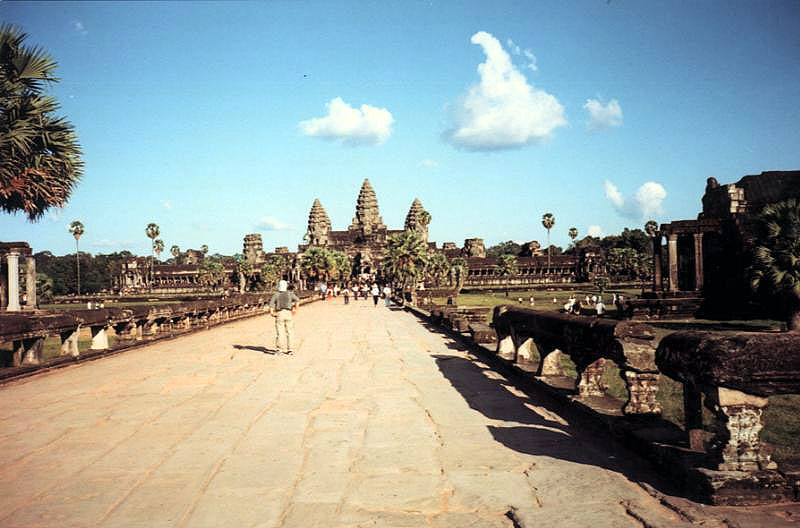
吴哥窟的中轴对称

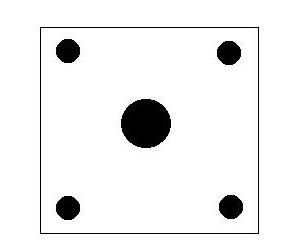
吴哥寺顶层主体塔群五点梅花式排列

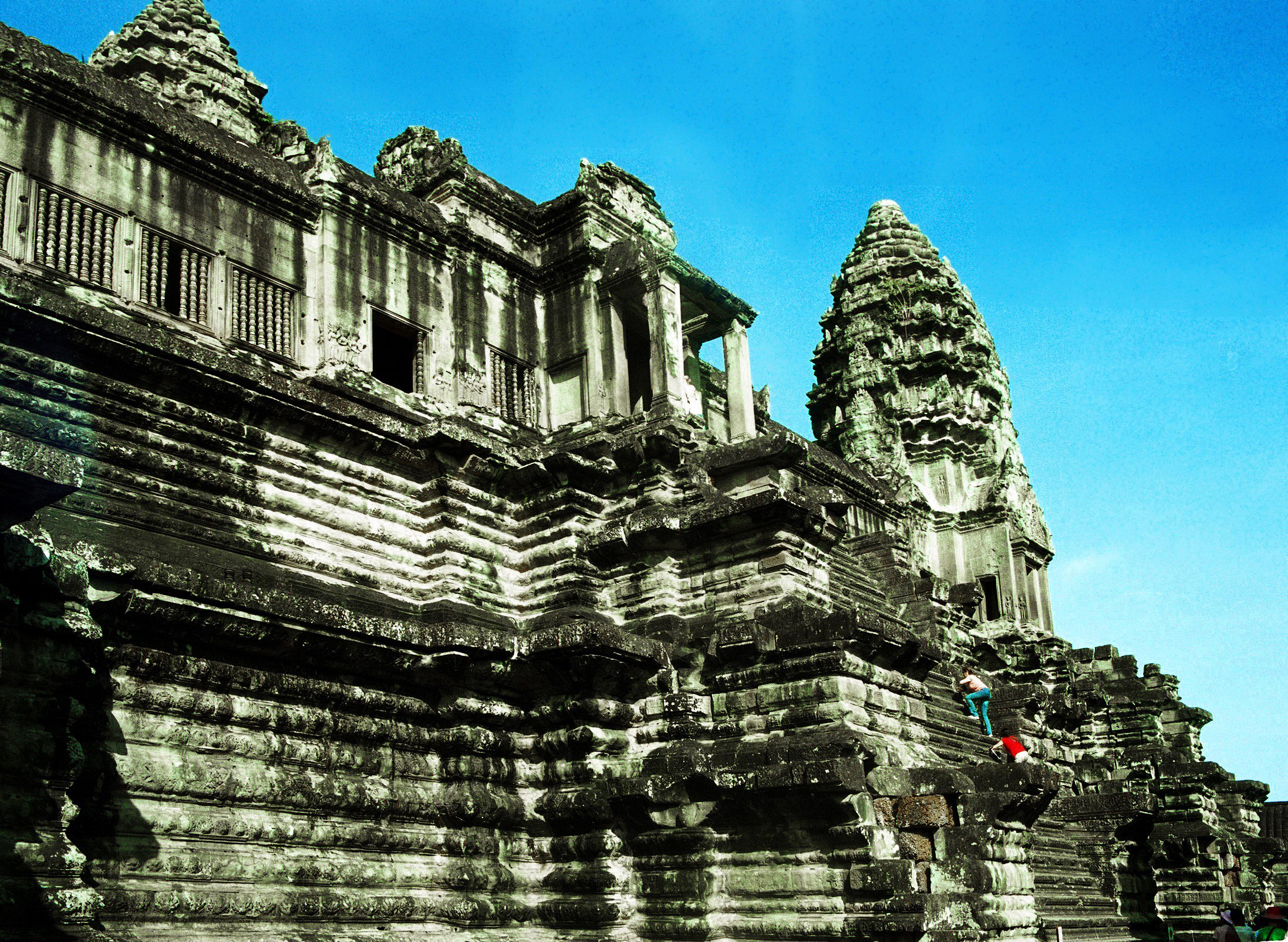
吴哥窟第三层台基、回廊与塔门

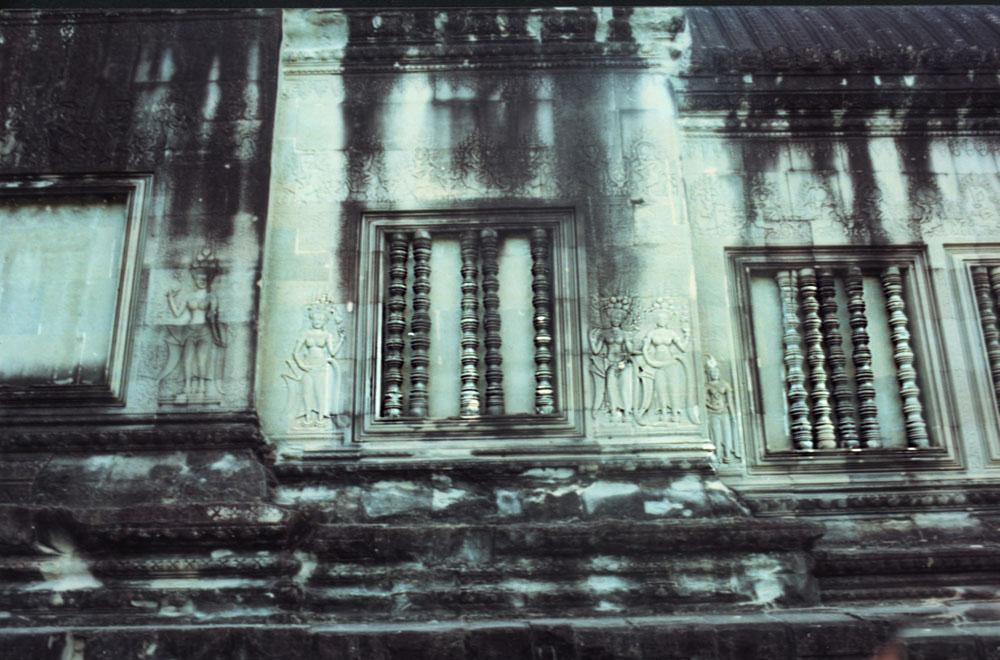
吴哥窟第二层回廊的女神浮雕和葫芦棂假窗

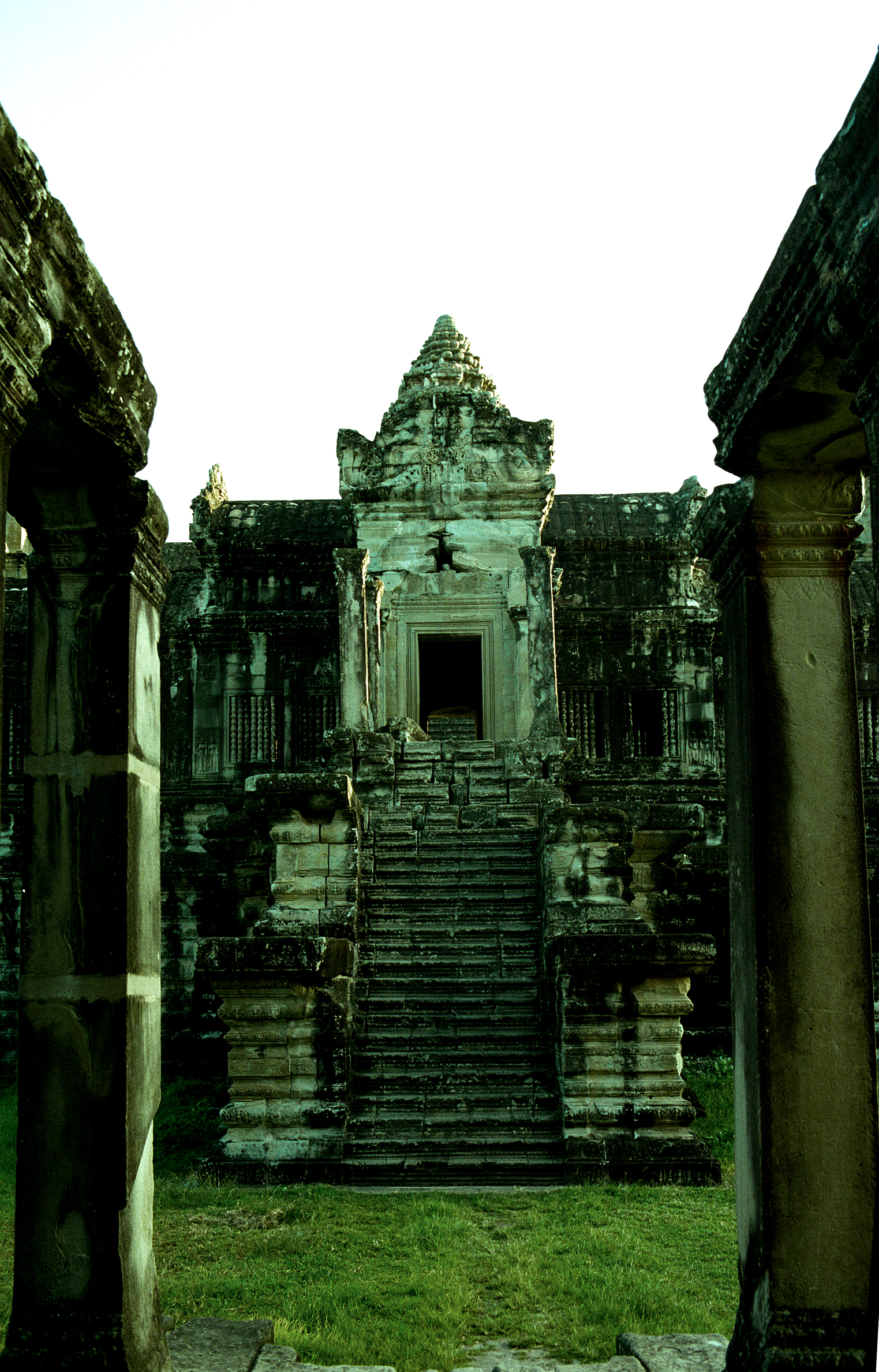
廊门

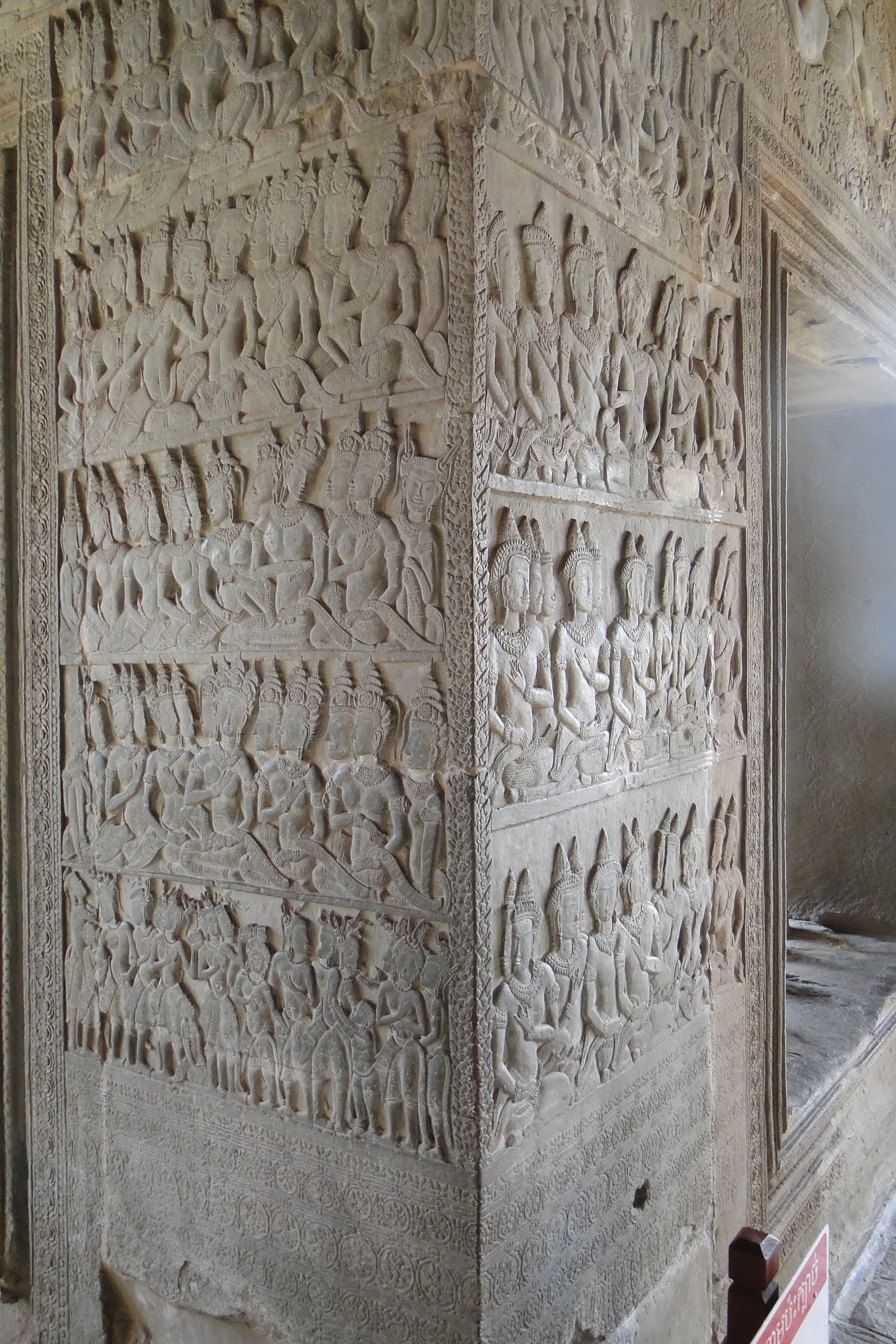
河畔

### 对称
吴哥窟布局十分均称，富有节奏。吴哥窟建筑群，有两种形式的对称，镜像对称和旋转对称。从护城河、外郭围墙到中心建筑群，以横贯东西方向的中轴线为中心，呈现准确的镜像对称：甚至广场大道中轴线上南北两个藏经阁、两个水池，也对称的分布在两边。从广场大道望吴哥寺见正中一高塔，两座较小的塔在左右对称地陪衬著，构成一个山字形。寺庙顶层的五子梅花塔群，除了中轴对称之外，有更严谨的两组旋转对称：从东、西、南、北四方，呈现相同的山字形构图，成90度旋转对称。还有第二组90度旋转对称：从西北、西南、东南、东北、四个对角方向看，也是一样的山字形构图。五座宝塔也只有如此安排，才有最大限度的对称效果，四面八方地重复展示同一造型主题。

### 立体测绘原则
吴哥窟的布局，遵循立体测绘原则，例如，西大道的长度约为第一层廊廡的正面的二倍，使得全座建筑尽收眼底；第三层回廊的高度是第二层回廊高度的二倍，第二层回廊的高度又是第一层回廊高度的二倍，远远看去，这三层回廊似乎高度相同，并且每一层的面积不超过下一层面积的一半，使建筑的外观呈完美的金字塔形；此外各层的布局朝入口的反方向后退，使得整体看去不向前倾。

### 庙山
庙山（高棉语prasat、梵文प्रासाद、英译temple mountain)起源于南印度。庙山是高棉国王的太庙和皇亲国戚的祖祠的建筑形式。其基本特点是多层顺序缩小的正方形或长方形的的平台，在每层平台加回廊，在最高层平台安置普朗式宝塔，整体外貌如金字塔的石建祭祀建筑。宝塔象征须弥山的顶峰，回廊象征环绕须弥山的山脉。宝塔的高位置突出其重要性。各层平台的装饰也分等次，最上层的既多且精，越下层越简单。宝塔的神庵中供奉神像，或供奉代表湿婆的林伽的外露的圆形头部；林伽代表毗湿奴和梵天的部分，则隐藏在底座内。
现存最早的庙山是建于881年的巴孔祠。巴肯祠是因陀罗跋摩一世的王陵，有五层平台，代表须弥山的五界：多头蛇界、金翅鸟界、罗剎界、夜叉界和天王界，平台由红土墙，没有回廊，顶层有一座沙岩石宝塔。护城河部分已干涸。
曷利沙跋摩一世在947年为父王耶输跋摩一世建造的巴色占空寺，四层平台，无回廊，上立宝塔一座。
回廊出现较晚，11世纪初建立的空中宫殿，三层台，顶层有两座宝塔，有回廊。

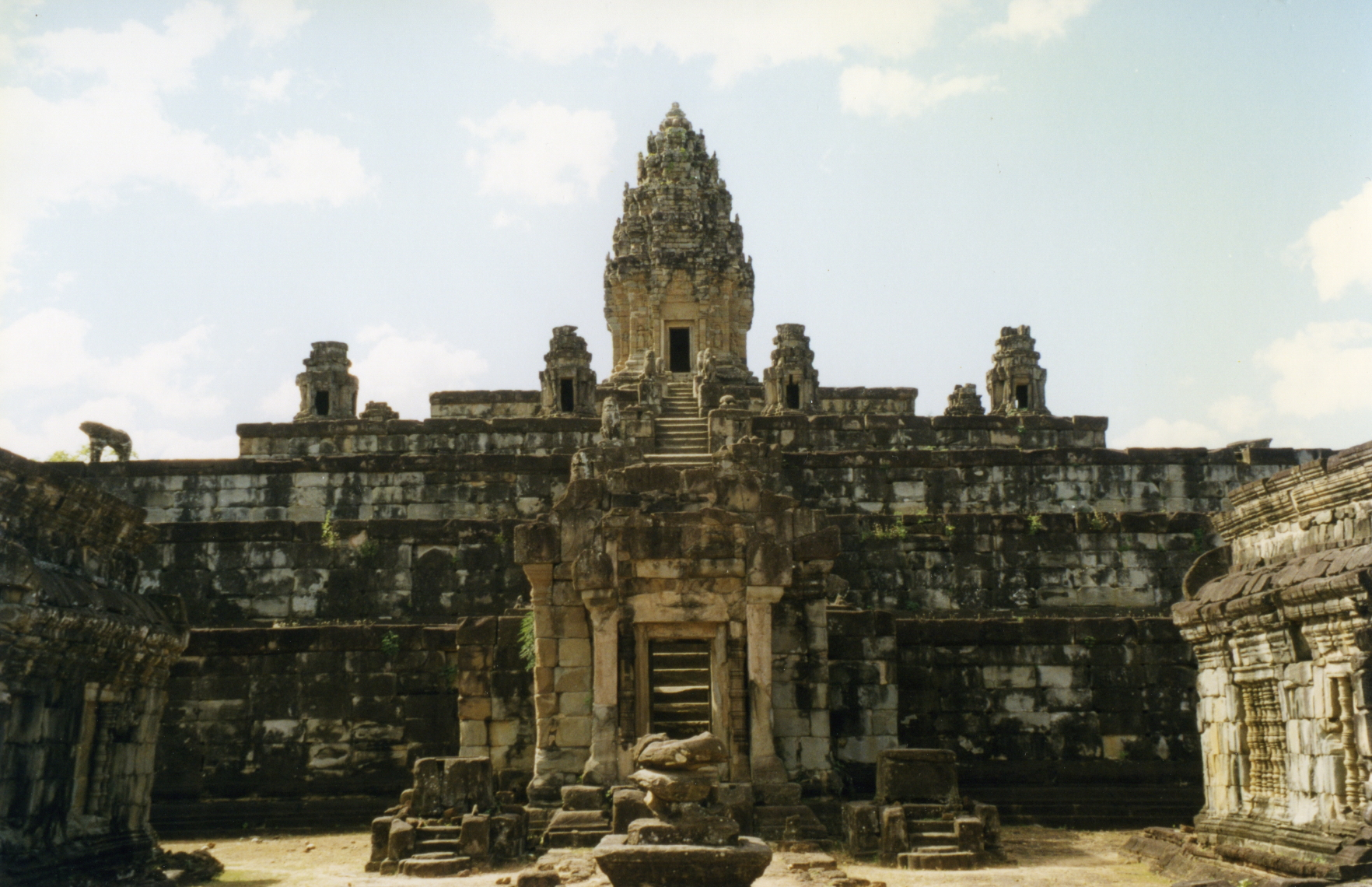
巴孔寺
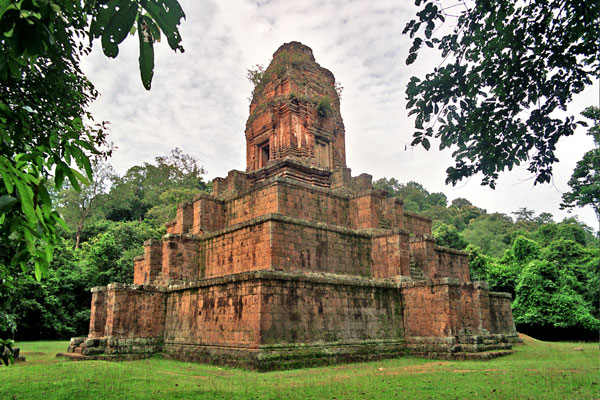
巴色占空寺（英语：Baksei Chamkrong）
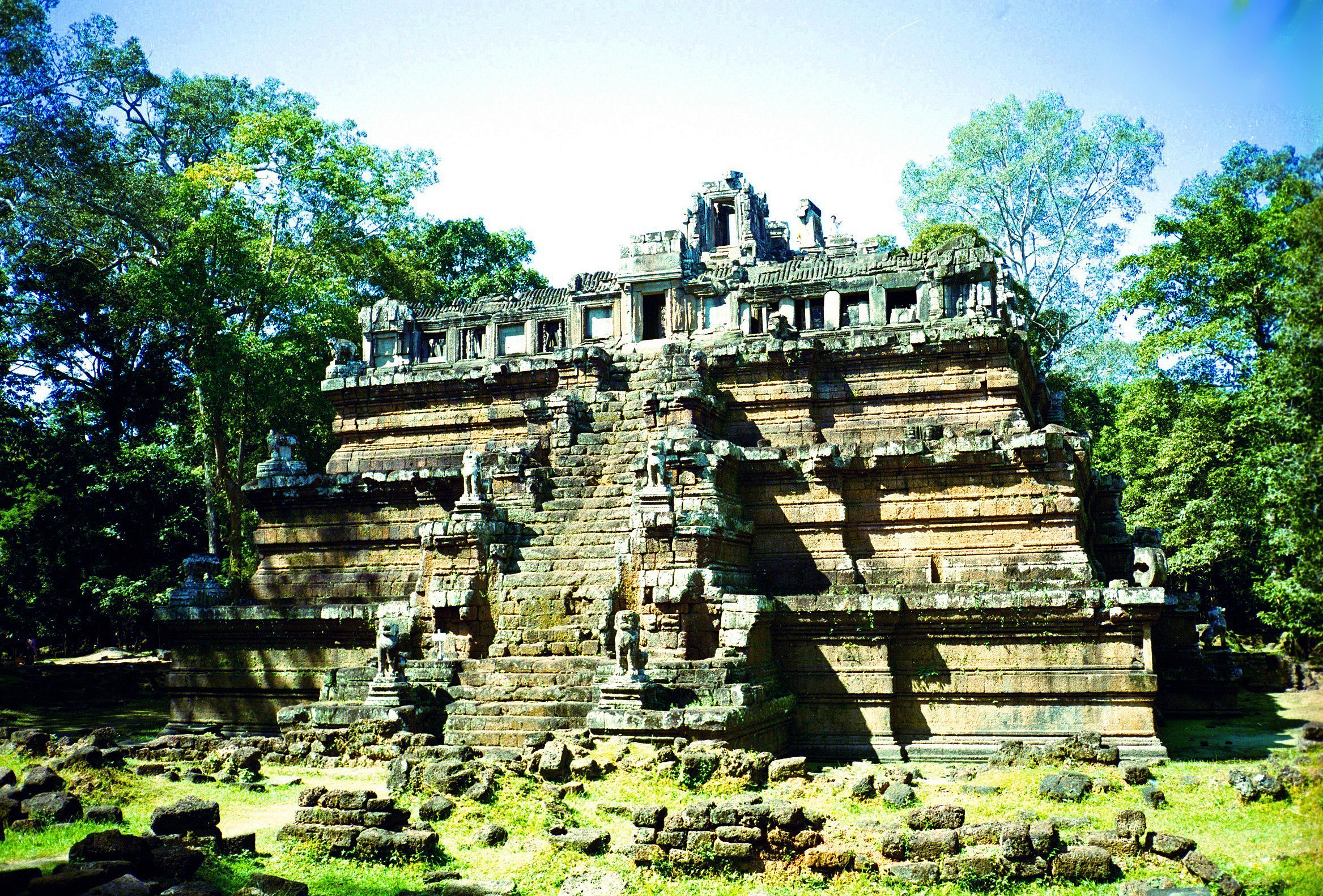
空中宫殿

十二世纪中叶吴哥窟将庙山形式发展到最完美的境界，它的三重台基和五座中央宝塔构成的庙山，是印度神话中须弥山最完美的象征。

### 台基
可能是因为柬埔寨常遭受湄公河泛滥之灾，时至今日许多民居任搭在高架上以避洪水，吴哥许多古迹都有台基。十世纪初的巴肯寺有五层台基，十世纪中叶的空中宫殿有四层台基。吴哥的台基设计起初可能是为了避免洪水侵入，到后来台基发展成为吴哥建筑艺术的一个重要组成部分，即使是河水不到的高层建筑，如吴哥窟第二三层的内院小藏经阁，也都有了台基。

### 回廊与长廊

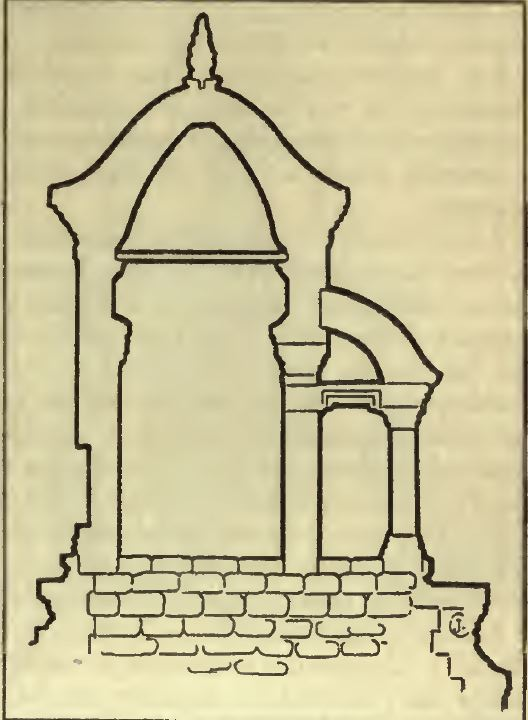
吴哥窟回廊和侧廊

有东西南北四道长廊组成的回廊是吴哥窟庙山另一个突出的建筑艺术特色。吴哥窟的长廊由三个元素组成，内侧的墙壁兼朔壁，外向的成排立柱和双重屋檐的廊顶。这三个元素除去明显的实用功能之外，对于美感的贡献，三者缺一不可。长长的廊廡，数十根立柱，一字排开，为吴哥窟的总体外观，添加横向空间的节奏感。廊廡的重檐，为吴哥窟的外观添加纵向节奏感。回廊首先出现于空中宫殿的顶层台基，而在吴哥窟发展到颠峰，三层台基各有回廊，如同乐曲旋律的重复，步步高，步步增强，最终归结到主体中心宝塔。
吴哥窟的长廊，形式多种多样，有的有石柱，凡有石柱的长廊或是一边两排石柱，或两边各两排石柱，没有一边一排或两边各一排的格式。吴哥窟的长廊的筒形拱顶较高，跨度较小，如果只有单排石柱，单靠一道又高又窄的筒形拱顶，难起防雨作用，因此必需加筑侧廊，增加半个拱顶，加宽拱顶的总宽度，以起防雨的效果。因此在同一边的两排石柱，一排支撑主拱顶，一排支撑侧廊拱顶。吴哥窟凡有双柱的长廊必有单边偏廊，只有一边看去是重檐；凡有四排石柱的长廊，即每边各两排石柱，则两边各有侧廊；从任何一边看去都是重檐。长廊有两排石柱的一边是敞开的，另一边是石墙壁。吴哥窟长廊的墙壁，有的是整片雕墙，中间不留窗子，有的开著明窗，可以外望，有的开著装饰性的直葫芦棂盲窗；明窗之间或盲窗之间的墙壁，装饰著头戴金冠，足带金镯的女神的浮雕。回廊的出入通道，相当考究，有两种形式：有塔的塔门和没有塔的廊门。廊门像个亭子间，在与游廊成直角的方向，向外延伸两三进，每进的亭子有拱顶，有二三对方柱，每进的顶上有雕刻精细的门楣和三角墙。长廊的布局有一字廊、回廊和十字游廊三种形式；十字游廊通常和回廊组成田字廊。从外郭到顶层的长廊形式如下：
- 外郭围墙：直葫芦棂虚窗双柱重檐长廊。
- 基层围囿：雕屏双柱重檐回廊。
- 中层围囿：直葫芦棂虚窗单檐回廊。
- 顶层围囿：明窗双柱重檐回廊。
- 顶层、中层田字阁：四柱十字重檐游廊。

吴哥窟的建筑师巧妙地运用空间，用长长的大道显示空间深度感，用回廊的横展，构造出建筑物的宽阔感，用不同层面回廊的透视重叠，构造出建筑物的高峻感；吴哥窟虽无大型的中心建筑，但其外观可以媲美于一座庞大的中心建筑。

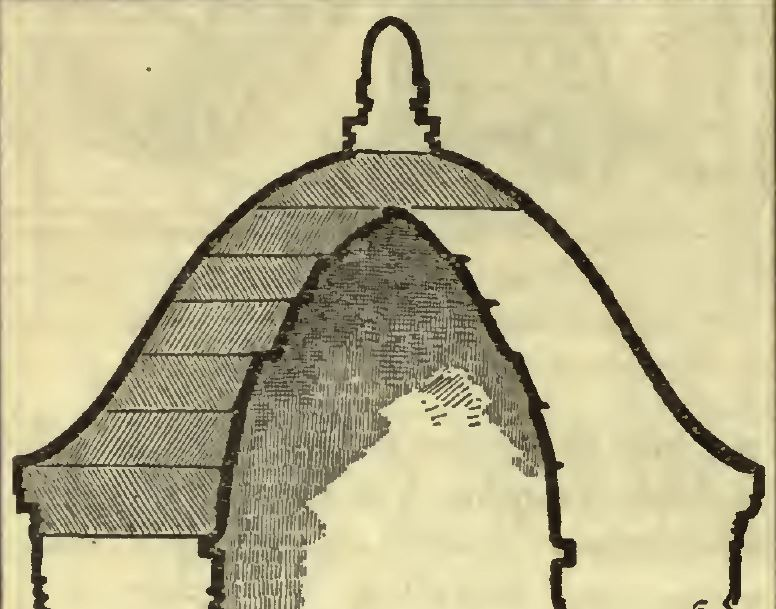
吴哥窟的叠涩拱

### 密檐石塔
吴哥窟的上圆下方的密檐石塔，上层实心，叠涩拱顶，下层和长廊有机地结合成为塔门，塔内设神庵。圆形宝塔的轮廓，呈抛物线形，围著八九层美观的莲花檐。
吴哥的石塔经历了几个发展阶段，9世纪初，吴哥的塔是一座座独立的密檐式塔，10世纪出现了排列在平台上的塔群，如豆蔻寺（921年）、东梅奔（951年）的双子塔，而空中宫殿的中心双塔则矗立在有回廊的祭坛之上，11世纪初的茶胶寺（1001年）是典型古印度式金刚宝座塔，有五座宝塔在三阶宝座之上。塔布茏寺（1191年）的宝塔和长廊结合成为塔门长廊，这里可见吴哥窟外郭长廊原型。
吴哥窟之所以被称为高棉建筑艺术登峰造极之作，正因为它有机地融合了前期建筑艺术中的宝塔、长廊、回廊、祭坛等要素：宝塔和回廊融合成为塔门回廊，塔门回廊又和祭坛融合为一体，堆叠成为有多层塔门回廊的祭坛。

## 雕刻艺术
吴哥窟的雕刻，从最底层的台基到最高点塔顶，无所不在，然而永远服从建筑物的总体布局，永不喧宾夺主。
吴哥窟的雕刻分圆雕和浮雕，圆雕平淡无奇，浮雕乃是吴哥窟雕刻艺术的精华。

### 圆雕

#### 神像与佛像

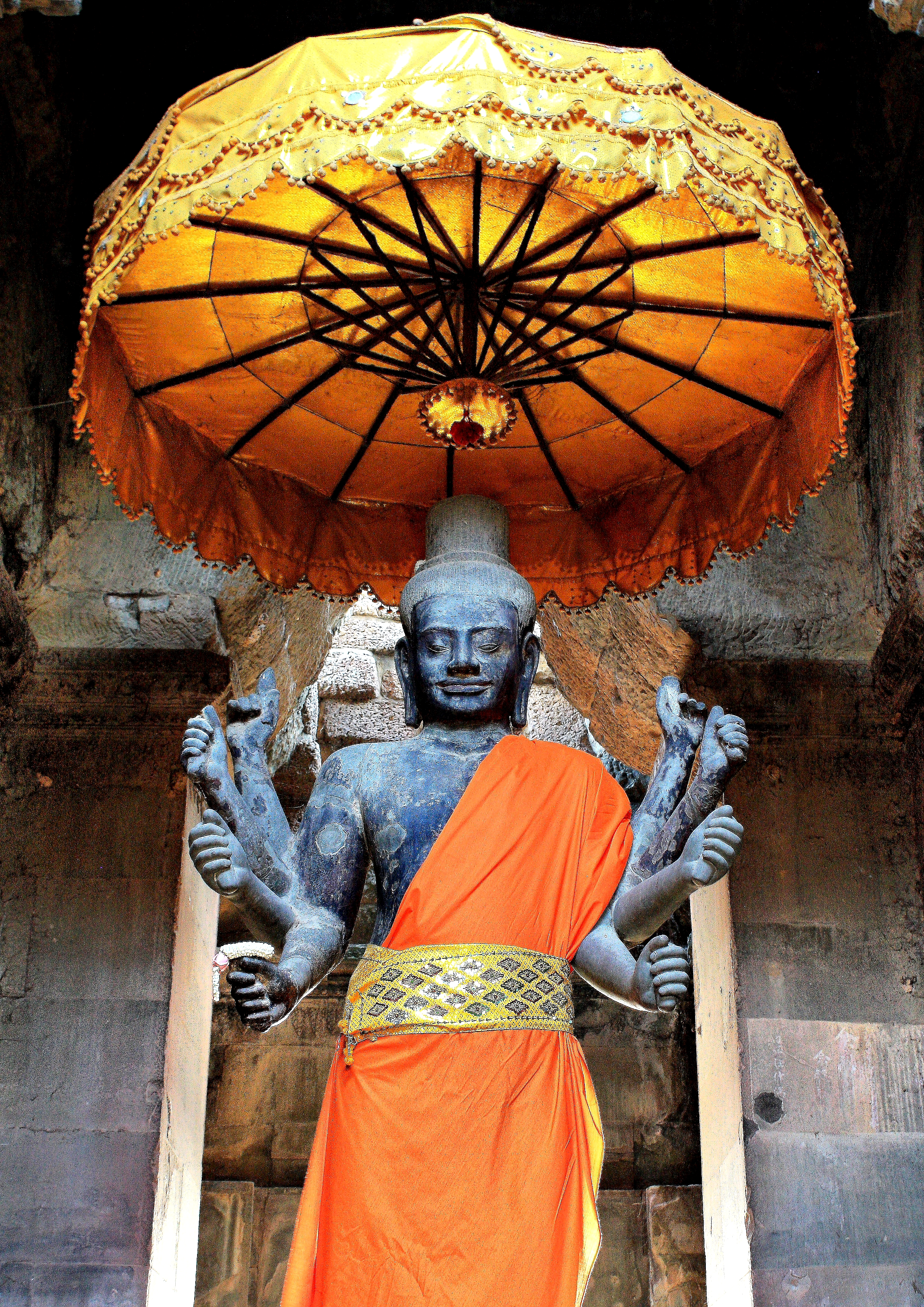
吴哥窟毗湿奴立像

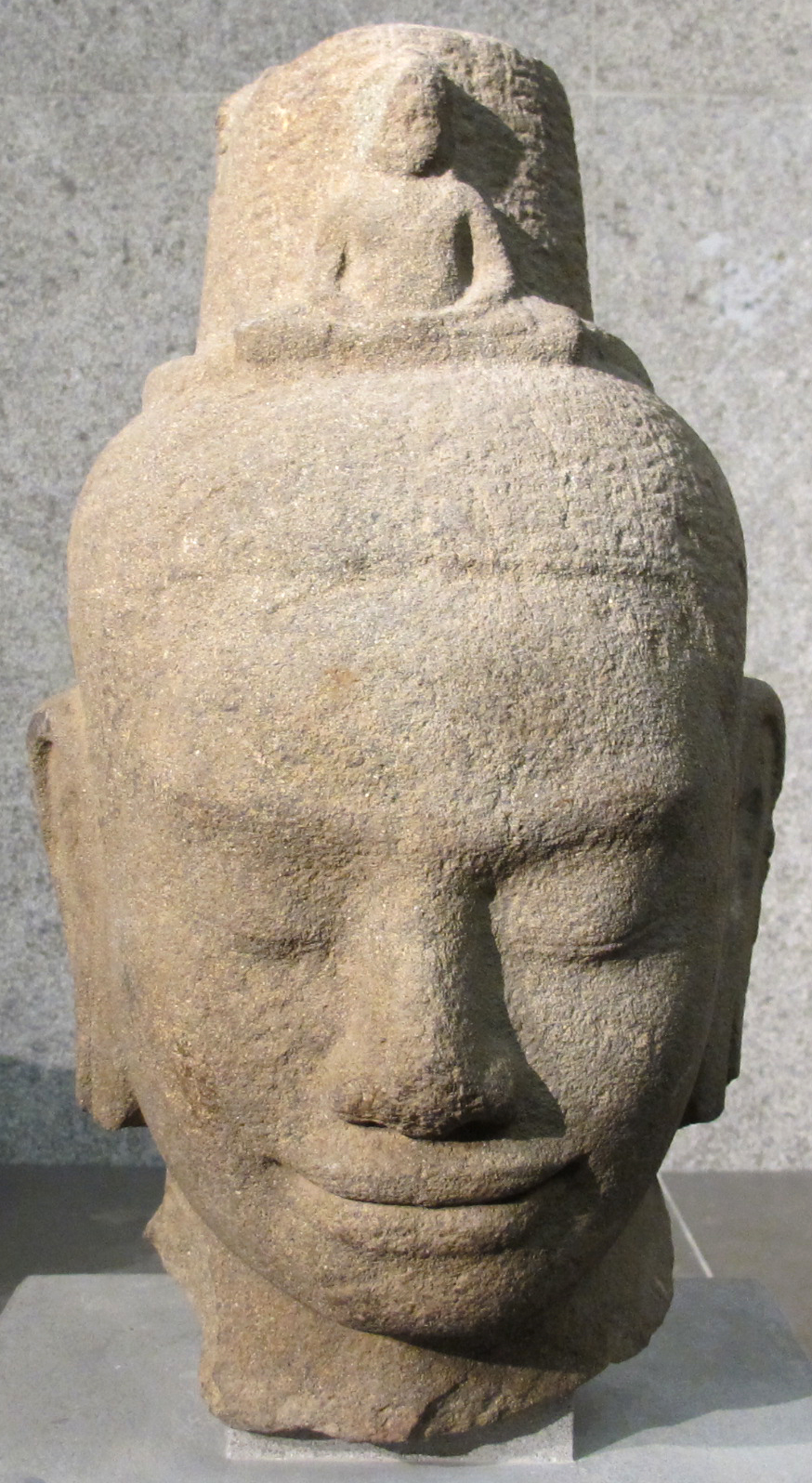
吴哥窟的佛头像

仍保存在吴哥窟的神像、佛像不多，为免被盗，多移存于博物馆；吴哥窟的佛像，雕工平常在吴哥窟西门廊中有一尊八臂毗湿奴立像，毗湿奴头戴冠冕；此雕像原来安放在中心大莲花塔之中，后来被移动到现在的位置。在吴哥窟一个偏僻位置，有一尊面目狰狞的阿修羅罗睺雕像，手足已残缺不全。

#### 僧人

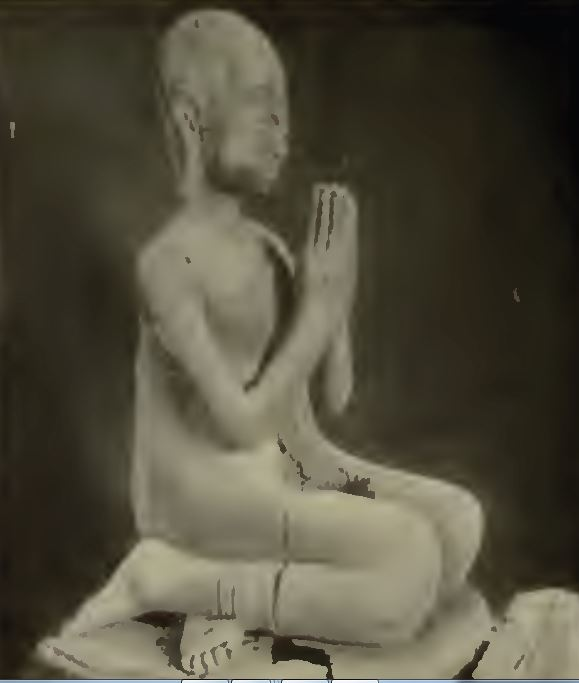
吴哥窟 僧人祈祷木雕

法国考古学家J. Commaille 在《吴哥遗迹导游》中介绍吴哥窟中少见的木雕：《僧人祈祷》，僧人跪地，双手合十祈祷。

#### 多头蛇那伽

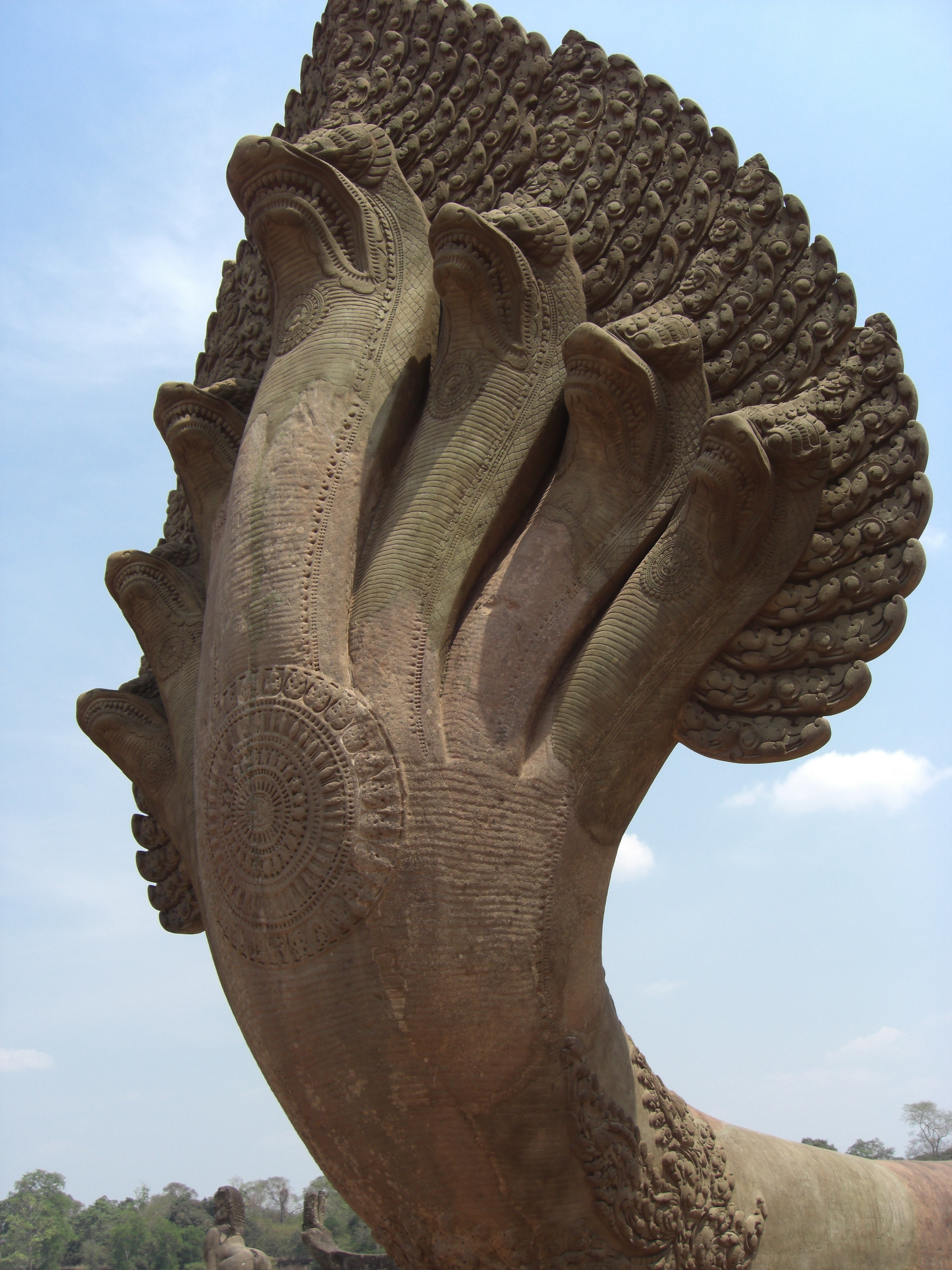
吴哥窟的多七头蛇

装饰着吴哥窟通道左右的多头蛇那伽，传入自印度，高棉人视为水的化身。吴哥窟的多头蛇有三到九个头，都是单数，昂首如扇，威风凛凛。最早的那伽，身躯匍匐地面，后来架起在一排石柱子上；最早的蛇头只装饰着简单的冠冕，到吴哥窟时期，蛇头装饰着火焰般的秀发，变得更为饱满；蛇的脖子裸露而微曲。在印度教的宇宙内，霓虹代表由人通往神界的桥梁，而在印度和亚洲，彩虹代表色彩斑斓的蛇，仰首朝天或俯首饮水。吴哥窟大道两边的流线型的多头蛇栏杆，象征人世间和神灵世界的链接。

#### 石狮
石狮子是寺庙的守护神，通常树立在台阶的两侧。石狮子的原型，可能来自爪哇或中国，因为印度的动物群中没有狮子。吴哥窟的石狮子，既不像真狮子，雕工也平平无奇。吴哥窟原有三百头石狮子，现已寥寥无几。

#### 门窗

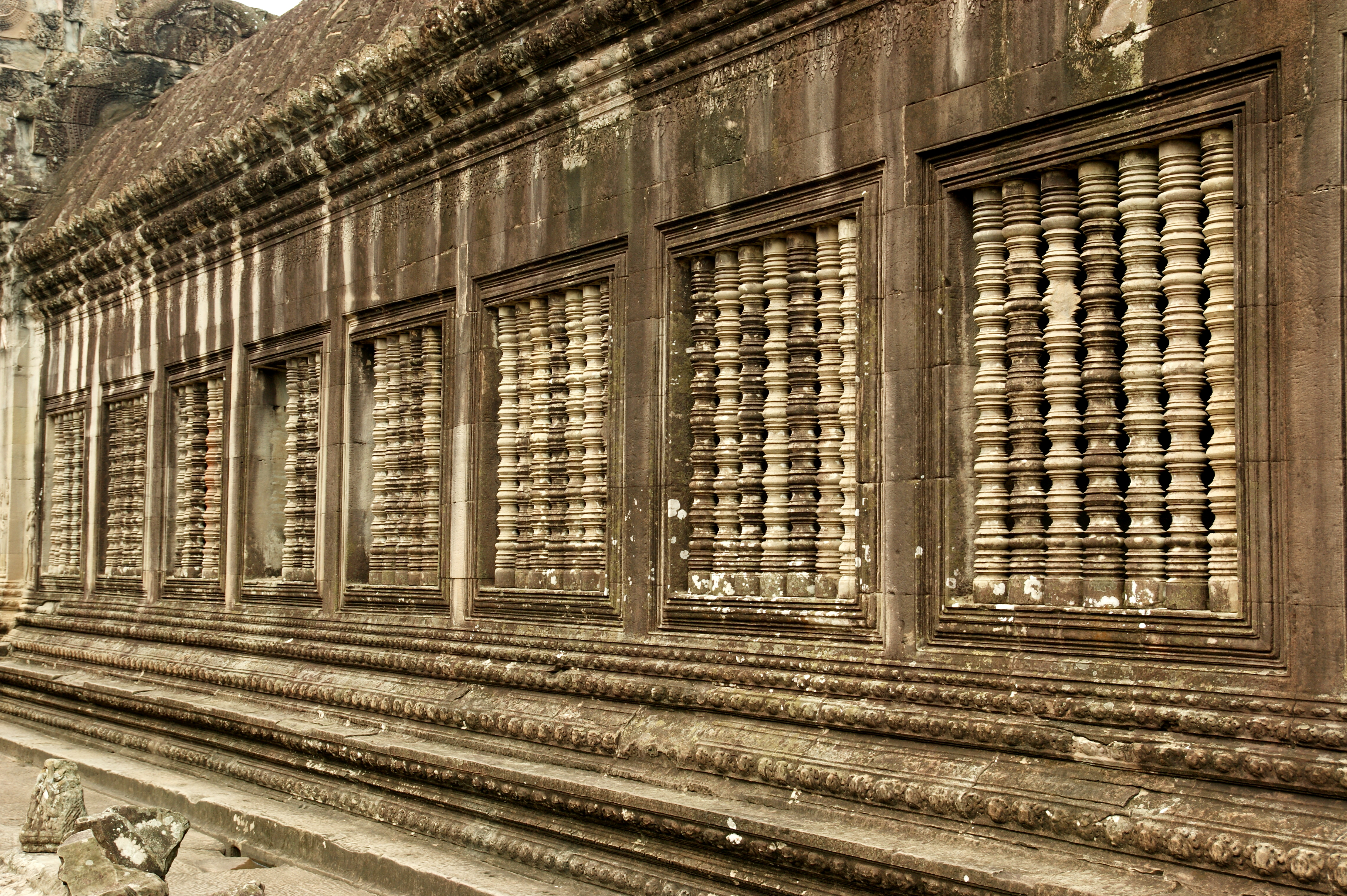
吴哥窟的窗

吴哥窟的廊廡，开了许多明窗或盲窗，装饰着竖葫蘆欞，窗框的接口和竖欞的外形，都是仿木工的，的可能借鉴古时皇宫的木窗。主墙或间墙上的门框，有仿木的斜线接头或直线接头。门框、窗框由片岩和玄武岩制作。

### 浮雕
吴哥窟的建筑，是宗教仪式的庄严的体现，浮雕装饰是吴哥窟艺术的凯旋曲，她与建筑物的总体构图，相辅相成，并不喧宾夺主；这些装饰浮雕，使得建筑物光影闪烁，生动活泼，协调完美。吴哥窟的无名建筑师和雕匠，舍己忘我，虽常做重复性的工作，效果并不单调，反而增进节奏感。吴哥窟浮雕廊廡几千平米的画面，需要几千名雕匠，统一听从雕师的指示，并和一群雕匠，协同工作，唯有舍己忘我，他们只有在画面的细节上才有自由发挥的余地。建筑物的为数不多的单元和无穷无尽的重复，有利于艺术的统一。

#### 廊廡
第一层廊廡的东西南北四面的石壁，共排列雕工精细的八幅巨型浮雕：东南西北各面，在廊门左右各一幅。每幅浮雕高二米余，长近百米，八幅浮雕，绕寺一周，全长达七百余米，总面积约1000平米；除此之外，还有两个犄角画亭子，一个在西南角，一个在西北角。
浮雕描绘印度两篇著名梵文史诗《罗摩衍那》、《摩诃婆罗多》中的故事和吴哥王朝的历史片段。浮雕画的次序，由西廊门入口开始，按反时针方向，环绕一周。
- 廊廡
- 毗湿奴搅乳海浮雕：左阿修罗、中毗湿奴骑神龟、右天神
- 苏利耶跋摩二世浮雕
- 俱卢之战
- 第32层地狱图
- 兰卡之战
- 毗湿奴骑金翅鸟
- 1880年 Louis Delaporte 的吴哥窟素描

##### 西廊廡南壁
《俱卢之战》浮雕展示《罗摩衍那》中阿逾陀国王子罗摩（Rama）击败罗刹魔王罗波那（Ravana）的场面，和《摩诃婆罗多》中佧拉婆族和班度族在北印度俱卢之战的故事。西廊廡一段49米的浮雕刻绘佧拉婆族的士兵从左边进发，班度族从右边进发；在西廊廡的南、北两端，士兵整齐地行军，长官们乘坐马车、象车；在中端，两军肉搏；到了北头，可见佧拉婆族的指挥官在战斗的第十日中箭倒地。

##### 西南角亭
北门顶一幅浮雕，描绘《罗摩衍那》故事中罗摩杀死羚羊的画面；北壁西侧描绘黑天登哥瓦尔丹山的故事；北壁西侧描绘毗湿奴搅乳海故事中提取仙丹一幕；西壁北侧浮雕描绘罗波那化身为变色龙进入因陀罗的宫殿。西门顶上浮雕描绘儿童时代黑天手持石臼；西壁南侧浮雕描绘长20只手的罗波那撼东山岳；南壁西侧浮雕描绘爱神的箭射中正在坐禅的湿婆，将其唤醒；南门顶浮雕描绘黑天灭火；南壁东侧描绘《罗摩衍那》中猴王的故事；东壁南侧的《湿婆坐禅》浮雕破损严重；东门顶浮雕描绘黑天接受礼物；东壁北侧描绘陀罗钵地的航海节。

##### 南廊廡西壁
一组《苏利耶跋摩二世的军队》90米浮雕，和吴哥王朝历史有关，其中一幅《苏利耶跋摩二世仪仗图》描绘苏利耶跋摩二世头戴王冠，在宝座上赤足盘腿而坐，左手向左指，后手靠著宝座扶手，左右侍从各二，手执长扇，为王扇风，身后宫女，手持巨型烛，白日点燃。在《苏利耶跋摩二世骑象出征图》可以看到士兵和骑马或骑象的军官、被长矛刺中倒地的马匹，形象栩栩如生。这幅浮雕，被游客手摸得光溜溜，呈古铜色，分外醒目。

##### 南廊廡东壁
《天堂与地狱》浮雕长60米，描绘印度神话中32层地狱和37重天堂。32幅《地狱》浮雕，描绘32层地狱中各种骇人听闻的惩罚，例如第三层地狱冥河之鬼用长钳拔舌；第6层地狱的火湖，第10层地狱敲碎骨头；第11层地狱，酗酒者、淫人妻者被大鸟撕裂，抛弃湖中；第23层地狱，人被架在火上烤；第32层地狱，狱吏杖击怀孕妇女的腹部、或将女人架在火上烤。天堂图比较平常，多描绘重重的天堂，里面仙女在舞蹈。

##### 东南角廊
四壁未雕刻。

##### 东廊廡南壁
《毗湿奴搅乳海》浮雕，全长49米，描绘印度《往世书》中一个著名的故事，毗湿奴搅乳海：四臂毗湿奴站立在曼荼罗坛上指挥92尊阿修罗和88尊天神把五头的蛇王婆苏吉（Vasuki）充绳索搅动乳海，榨取琼浆，长达千年；阿修罗在左，天神在右；一尊巨大的四首阿修罗抱住蛇王婆苏吉的头部，其余的修罗抱住蛇身，合力拉扯翻腾的乳海，掀起成群的鳄鱼、神龙、九头蛇、神龟和神鱼，其中一些被绞成碎片，天空飘著仙女。接著的毗湿奴击败阿修罗的场面是16世纪后人所加。
在这里有几行十八世纪初佛教徒留下的铭文。

##### 东廊廡北壁
《毗湿奴与阿修罗交战图》取材自印度神话。左右两幅对称的工艺粗糙的浮雕，展示阿修罗军从左右两方面向中心的毗湿奴进军，毗湿奴站立于金翅大鹏鸟的肩膀上，面向南方，驱赶阿修罗。比较有趣的一幅画面，展示一群阿修罗骑在大鸟的脖子上。在廊塔之北的壁上有几行据考证是1702年加刻的铭文，叙述廊廡外的一个墓穴的建造过程，此墓穴现已废。

##### 北廊廡东壁
《黑天力战阿修罗》浮雕描绘八手的黑天，骑著金翅大鹏鸟，战胜骑著怪狮的千手阿修罗；接著一幅画面展示骑著犀牛的火神阿耆尼纵火，金翅大鹏鸟灭火。下一幅浮雕展示黑天掷出铁饼砍断阿修罗的千手只剩二手。最后5米的浮雕，展示黑天跪在冈仁波齐峰湿婆跟前，同意赦免阿修罗死罪。这组浮雕的质量最差。

##### 北廊廡西壁
《天神战魔鬼》浮雕全长94米，描绘二十一位面向西的天神大战群魔阿修罗。可以辨认出印度教中诸神和他们的座骑或座驾：火神阿耆尼驾驭犀牛车、财神俱毗罗骑夜叉、战神室建陀骑孔雀、毗湿奴骑金翅鸟、阎罗王驾水牛车、天海之神伐楼拿驾五头蛇、太阳神苏利耶驾马车、湿婆骑公牛南迪、创造之神梵天骑孔雀、众神之首因陀罗骑大象等。这一组浮雕的质量较佳。

##### 西北角亭
装饰和西南角亭相仿，四壁布满雕刻，15幅画面多是描述《罗摩衍那》或黑天的故事。东门顶上一幅浮雕描绘《罗摩衍那》中罗摩和猴王会谈；东壁北侧描绘毗湿奴枕蛇而眠；东壁北侧描绘黑天骑金翅大鹏鸟；北壁东侧描绘两人在宫中交谈；北门顶浮雕描绘罗摩射箭；北壁西侧的浮雕，遭水浸破坏严重；西壁北侧浮雕描绘《罗摩衍那》中罗摩坐车驾；东壁南侧浮雕描绘《罗摩衍那》中悉多和神猴哈奴曼在阿育王树林中交谈；南门顶浮雕描绘几位仙女向毗湿奴献礼；南壁东侧《罗摩射鸟图》描绘《罗摩衍那》中的罗摩，弓如满月，箭如流星，射中鹄的，西门顶浮雕描绘《罗摩衍那》中罗摩与群猴子庆功，有的猴子举臂欢呼，有的击鼓为乐，有的吹箫。

##### 西廊廡北壁
《兰卡之战》浮雕全长51米，描众猴帮助罗摩夺回悉多。这组画面，雕工精细。在中段，可见罗摩站在神猴哈奴曼的肩膀上，弓如满月；接下去是一系列打斗的画面：二十只手的罗波那骑著巨狮；神猴斗双龙等。

#### 仙女
吴哥窟内有一千八百多个仙女的沙岩浮雕分布在东南西北四大门的外壁和金兹坛的内外壁。仙女有的身穿轻纱，在天空飞翔，有的亭亭玉立于莲花之上，纤手执花束，满脸迷人的笑容，她们的头饰多姿多彩，她们戴著耳环、项链、手镯、臂镯和脚镯，她们露出酥胸，穿着绣花裙子，有的站立在壁龛里，头戴镶珠宝的三叉冠冕，项上围一圈珠宝项链，还有三串珍珠链悬挂酥胸，垂达纤腰，小围裙镶满宝石，外套一件纱笼。仙女的容貌，来自王宫中的宫女，周达观《真腊风土记》中记载，国中美貌的女子，都被召入宫中，加入数千嫔妃的队伍中，宫女们肌肤洁白如玉。笑容可掬的仙女是高棉绒欢乐的象征，她们使得严峻的石室化为天堂。也有的仙女束发，没有冠带，她们的脸和乳房，被无数游客的手摸得漆黑如花岗石。仙女有时成单，有时成群，刻画在平整的沙岩石壁面，有时在壁龛之中；仙女的舞姿，几乎千篇一律，显然是依靠著样板雕刻的。仙女的足部比较别扭，一律雕侧面，不是正面，富有才华的高棉雕师，突然在在技术问题上了栽跟头；也许高棉的雕师，还未能掌握正面透视。在中层廊廡，许多仙女是半成品，有的雕了头部，身躯还未雕刻，有的已雕出身躯，但服饰仅有轮廓，有的还仅仅在石壁上勾画出轮廓，半途而废的原因不明。
- 吴哥窟仙女
- 吴哥窟的仙女浮雕

#### 半神与武士

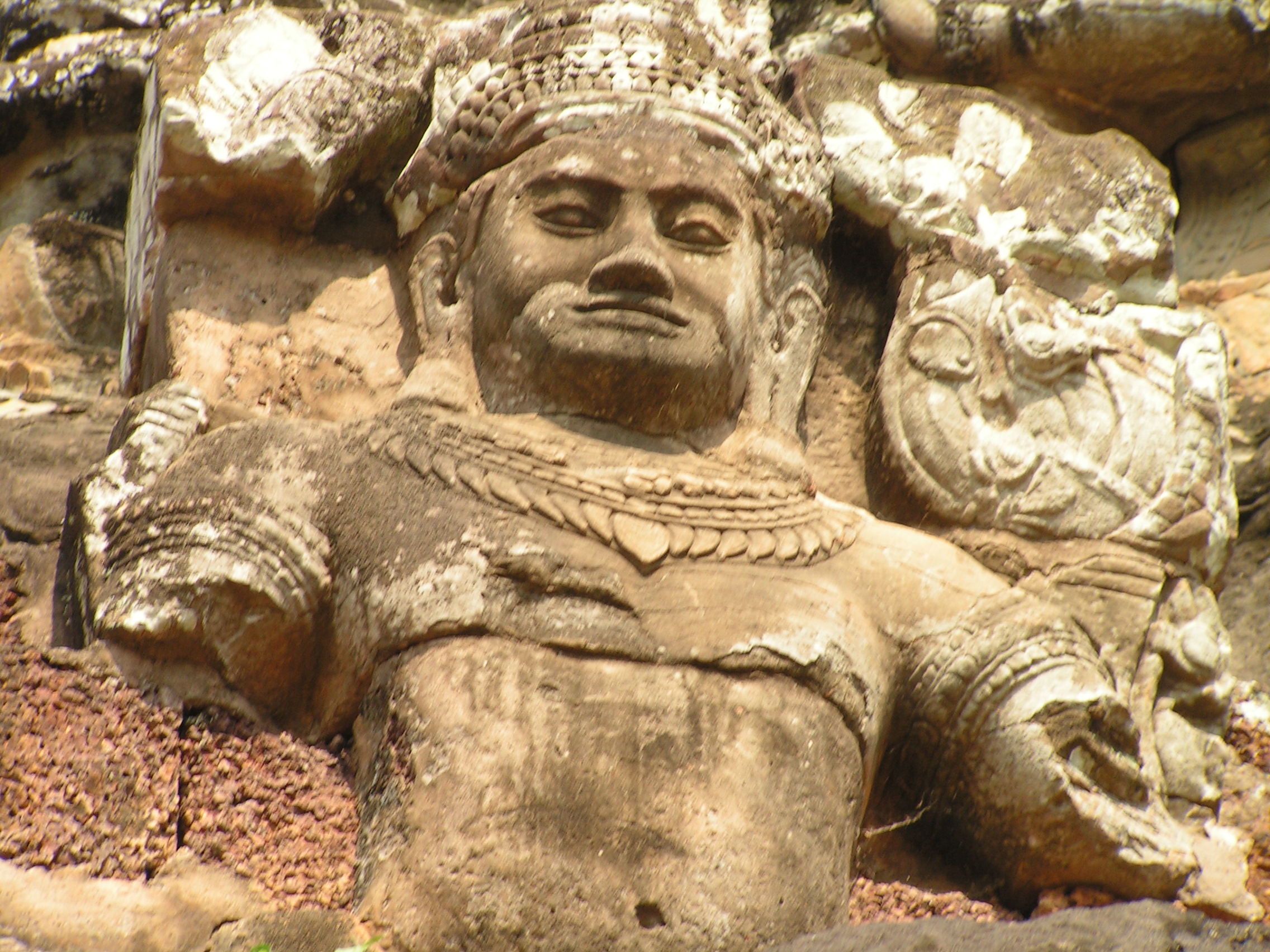
吴哥窟的武士

第二层游廊的神仙浮雕，穿着各色各样的服装，发式也多种多样。武士是寺庙的守护著，立于寺庙入口，手持长矛或棍棒，一个迎人以笑脸，一个凶神恶煞。

#### 佛像和人像
吴哥窟有很多佛像浮雕。大多数浮雕刻佛陀于菩提树下打坐，遭逢七日七夜的暴雨，目支邻陀自栖息处窜出；张开七个头当雨伞，为佛陀挡雨。佛陀盘腿而坐于壁龛，头戴冠帽，双手合抱。在吴哥窟田字阁的石柱底部，装饰着带胡须的苦行僧浮雕，在壁龛内盘腿而坐，双手合十，身穿披肩，手镯、臂环、项圈。

#### 门楣和门颊

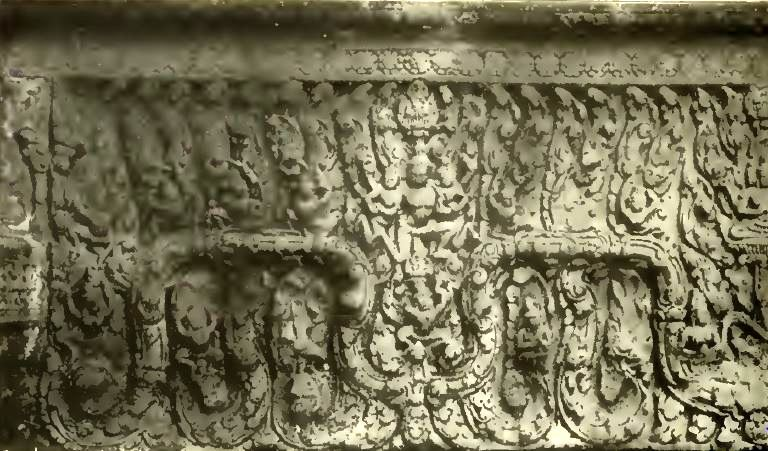
吴哥窟正西门的门楣

吴哥窟的门楣，有两种风格，一种是图案式门楣，中央横贯彩虹图案，两翼装饰著花环，另一种是叙事雕刻，布满各种雕像；其中的多头蛇，多数有头饰；草木花卉，蜷曲紧凑，形象鲜明；神明和仙女各有扮相，布满画面，不留空白。从9世纪以来，高棉的雕师就用彩虹图案象征人间同往仙界的桥梁，在吴哥窟门楣上常见印度教众神之首因陀罗像，横贯画面中央的彩虹图案，就是因陀罗之弓，人们从彩虹门楣之下进入吴哥寺，就象征人们由人间踏入仙境。
吴哥窟内许多门颊有花卉图案浮雕，花卉枝条卷中雕刻一串莲花座上头顶冠冕双手合十的神像，门颊的周边围绕一圈小莲花图案。

#### 石柱

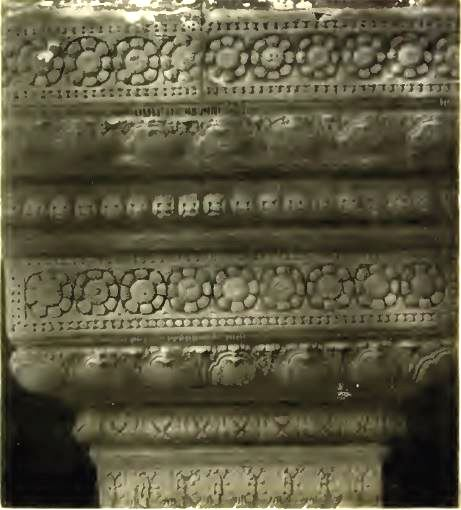
吴哥窟柱冠花卉图案

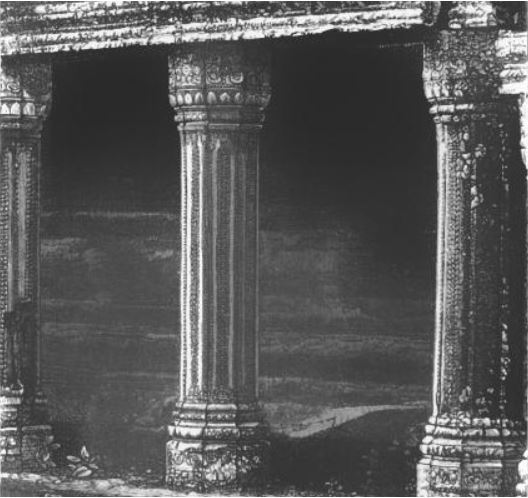
吴哥窟圆柱

吴哥窟有1532个石柱子。有门柱和廊柱两类，门柱立于门的两侧，上支门楣；门柱截面有正方形的也有圆形的。门柱的柱础刻有立于小壁龛内的雕像，从柱础直到柱冠，布满树叶图案，中有层层环圈分割。支撑廊廡拱顶的方石柱，由整块沙岩雕成，柱础和柱冠有简单的花卉图案圈，柱身有的刻仙女浮雕，有的素净，还有的柱基装饰着苦行僧双手合十在壁龛内打坐。

#### 山墙
吴哥窟廊廡拱顶的山墙，外廓呈三角形，浮雕多描述与毗湿奴有关的故事，例如在主廊廡拱顶的一幅山墙浮雕，描写《罗摩衍那》中毗湿奴化身为罗摩，双臂开弓，击败十首二十臂的恶魔罗波那（Ravana）的场面；一幅塔廊山墙的浮雕，描绘印度神话中的一群海兽摩伽罗，护卫著天神。

## 建築工程

### 水上城市
吴哥窟是建立在大片沼泽地之上，是一座巨大的水上城市。吴哥窟占地三百余公顷，工人们首先必须先清除热带森林，砍伐许多直径一米多的大树；为了巩固地基，工人们必须将面积为数百公顷的土地深挖几米，取出旧土，换上细沙，铺上石子，面上再铺一层土。由于吴哥窟所在地原是沼泽，地基的沙土充满水分，犹如一艘巨舟，浮在水上。吴哥窟的气候，深受季候风影响，每年有六个月雨季，降雨量占全年的88%，而其余六个月旱季，雨量稀少。旱季和雨季时的地下水位变化很大。如何在雨季地下水位高涨时保障吴哥窟地基不至于隆起，在旱季地下水位降落之时，又如何防止地基塌陷，这是古高棉的技师们必需解决的问题。吴哥窟的技师用190米宽的护城河，巧妙的解决了地下水位的涨落对地基的影响：雨季时护城河形成一个巨大的蓄水池，储蓄泛滥的雨水，而在旱季时蓄水池的储水，可以维持地基下的地下水位稳定。宏大的吴哥窟屹立不倒，达数百年之久，见证了古高棉技师们的高超技术。

### 建材

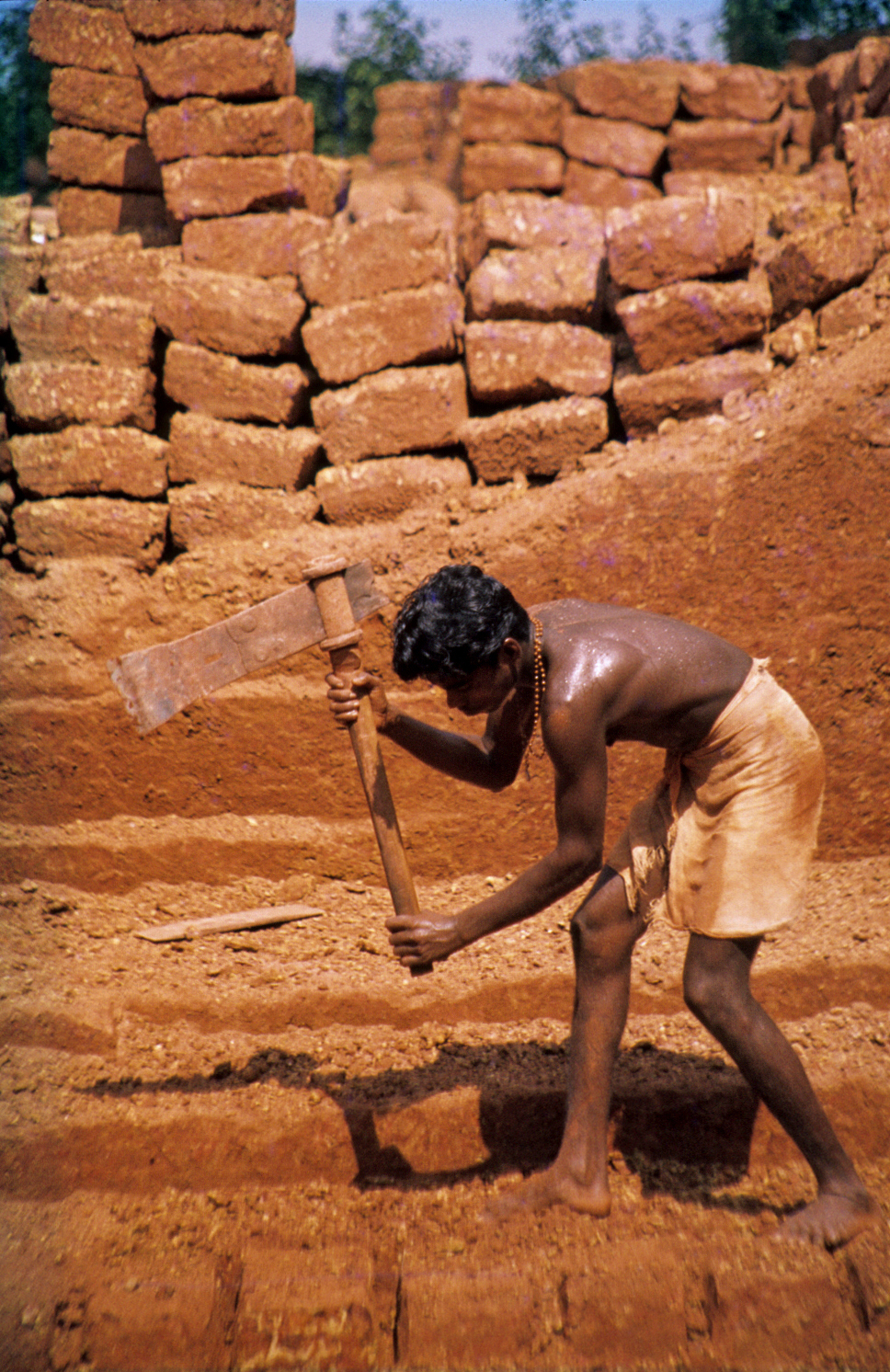
红土石砖

吴哥窟基本上是垒石建筑。古真腊只有祭祀建筑用石建造，王宫则是木结构，镶嵌金窗，宫殿顶部覆以铅瓦和土瓦。民居则是覆盖茅草的竹编的房屋；宫殿和民居现已无存。吴哥窟使用木材的地方很少，在游廊顶铺有时设木天花板。高棉的建筑师在12世纪已比以前更加熟练而自信地运用砂岩代替砖或红土作为主要的建筑材料。吴哥窟的大部分建材是砂岩方砖，红土则用于外墙和隐闭的结构。沙岩最大优点在于能够精工雕刻，装饰性的沙岩雕刻，在吴哥窟达到巅峰。
沙岩
吴哥的沙岩主要分两种，一种是粉红色的砂岩，质地坚硬，另一种是灰色砂岩，质地柔软，容易风化剥落，也容易被植物根分裂。这种灰砂岩的表面难保持光滑平整，雕刻的轮廓容易因岁月而模糊不清。吴哥窟的砂岩砖以中生代的白垩纪和侏罗纪灰砂岩砖为主。在离吴哥窟东北50公里的库楞山找到古代采石场地遗迹，古时依靠水运，人力和大象运送到吴哥窟工地。
红土石
吴哥窟中常用的另一种建材是红土石，高棉语称为“bai kriem（柏烤米）”。红土石是岩石经过热带炎热气候长时间风化，以致岩石中的可溶性矿物质流失，残留不溶于水的氧化铁和石英等矿物质而形成的红棕色多孔岩石。中南半岛的地表含丰富的棕黄色的红软土，容易从地层中挖掘。挖掘出来的红土容易切割成砖状，放置空气中逐渐氧化而变硬。红土砖厚约40厘米，宽30-50厘米，长60-80厘米，有时长达2米。在吴哥窟中，红土石块常用作台基的护墙，或用于围墙、或作为铺地、造堤的地基，表面再覆盖沙岩石块。红土石多孔，不适于用作装饰面，必须先覆盖一层粉饰灰泥。有些红土石块因分解变脆而崩溃。
瓦片和瓦当
吴哥窟的瓦片呈粉红色，是黏土烧制的，长方形，大小不等，有的上釉，有的是素瓦，用来盖屋顶。廊廡的瓦当有花瓣和兽头等装饰。古真腊用瓦按严格的等级制度：王宫用锡瓦和琉璃瓦，庙宇用土瓦，官吏之家只有寝室用瓦“百姓之家，只用草盖，瓦片不敢上屋”。吴哥窟是一座寺庙，长廊顶部铺著土瓦。最近考古学家还发现周达观书中提到的锡瓦。
木材
吴哥窟廊廡的《天堂与地狱》组的拱顶，还残留木质的天花板。吴哥窟的木建筑现已不存，但门框，窗框和窗欞，都是仿木的，可以窥见当时木材的使用情况。
油漆
古时吴哥窟是外貌与今日大不相同，德国考古学家在吴哥窟和吴哥的其他古迹，发现建筑物上残留的油漆，石块和砖瓦的表面，有的直接涂上油漆，有的先抹上一层石膏或灰泥，再涂上油漆。

### 运输
建造吴哥窟的巨大构件石块，平均重量约为一吨半，共需五百万至一千万块。早先学者们认为，建造吴哥窟的石块，是靠一条35公里长的运河从吴哥窟东北的库楞山先运到洞里萨湖，再靠木筏运载35公里到暹粒，然后经暹粒河逆流而上15公里，最后转运到吴哥窟工地。但最近东京早稻田大学的两位学者内田悦生、一太下田，通过实地考察，发现在吴哥窟东北35公里处的库楞东南面的山脚下，有五十多个采石场的遗址，分布在2.4公里的范围内。通过磁化率和厚度分析，他们断定这些采石场分属于不同年代，有的石块和吴哥窟的相应，有的用在大吴哥等其他地方。吴哥窟的全部石料的磁化率均匀，可见全部出自一个采石场。他们还研究了卫星图片，发现从这些采石场有通向吴哥窟的运河网。他们认为，建造吴哥窟的沙岩石块更可能靠这条34公里的运河，而不是经过洞里萨湖辗转85公里运到吴哥窟的。

### 工艺

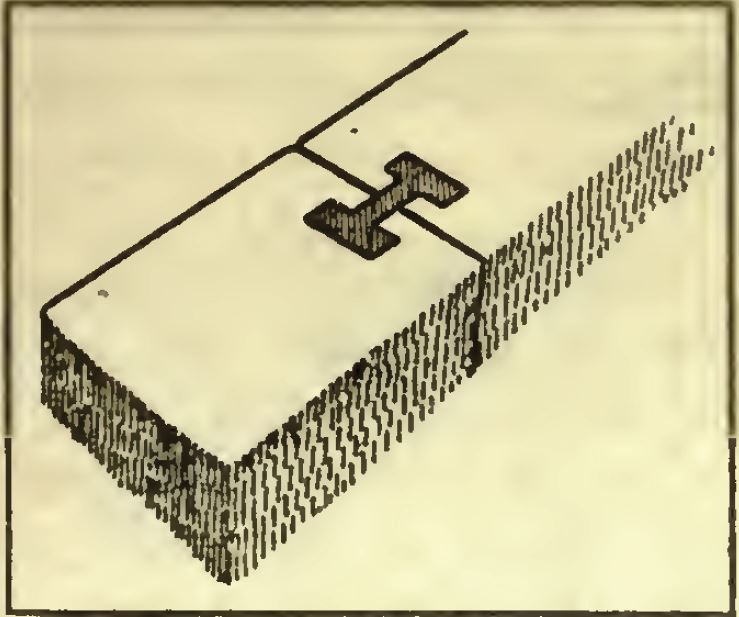
吴哥窟的工字铁接榫

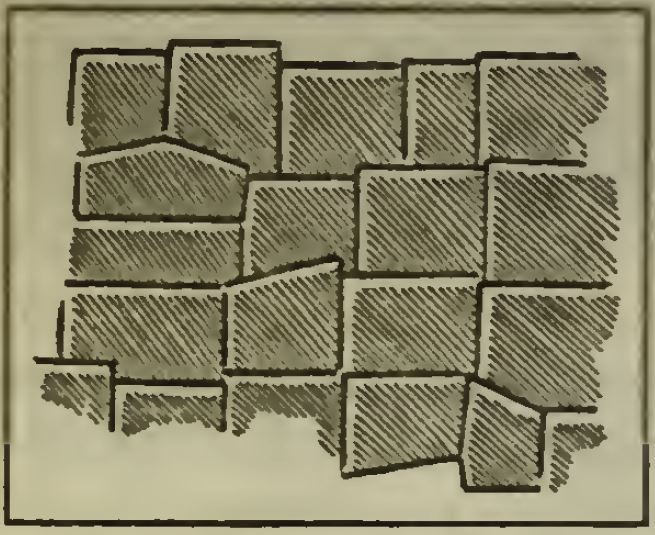
吴哥窟的石塊堆壘

吳哥窟的是壘方式主要是長方石塊層層堆壘，偶有工字铁接榫，絕大多數場合不用粘合劑。
19世纪的穆奥在《暹羅柬埔寨老撾諸王國旅行記》一书中就记载吳哥窟建築物的石塊的平面上上，常見有几个圆孔：
吴哥窟有1536个石柱，看那三十英里外的石山，需要多大规模的运输队，需要多少人力呀。每块石头上面都有直径2.5厘米，深度3厘米的圆孔，数目多寡视石头大小而不同。但是在柱子上或雕刻面上，都找不到这些圆孔的痕迹。柬埔寨民间传说，那些圆孔是巨人留下的手指印。
关于这些圆孔有什么的用途，有人说这些圆孔是用来插入铁条合并两石块用的，也有人说是临时插入木桩，搬运时块用的。离吴哥窟不远的拜云寺，有一幅很少人注意到浮雕，给人们提供了答案：浮雕中有一个木支架，吊着一块大石，一段绳索绕在横插入方石两头的木桩，吊在支架上，石块上的圆孔，正是为挂绳索吊起石块用的。用临时插入的横木桩吊大石，可以避免将绳索套住大石底部来吊运，这样一来，将一块大石堆壘在另一块大石头时，就省去从石头底下抽出绳索的麻烦。
穆奥还注意到吴哥窟：
所有的雕刻、浮雕似乎是在建筑完成之后，一气雕刻而成，石块全部结合得如此完美，看不到一丝接缝，也看不到砂浆。
人们观察到，吴哥窟廊廡的一处仙女浮雕，是由四块巨大的沙岩石堆壘而成，严丝合缝，雕刻刀锋可以顺利地一刀穿过，不至于在接缝处卡刀。显然是建筑完成之后再雕刻的。再看吴哥窟大量的雕刻，居然毫无破绽，观者不禁屏息。离吴哥窟不远的巴戎寺，在其内廊廡的西壁的南翼，有一幅浮雕，给出谜底。匠们将一块石块用支架和绳索吊起，叠在另一石块上，然后手扶横插入石块孔洞的木桩，推动吊起的石块，使得两石块互相研磨，产生密切的接触面，结果使得两石块磨合如一，便于雕刻。

#### 地基
高棉人的地基比较单薄。吴哥寺庙的地基是简单的泥结砂层，上面覆盖一到两层红土石砖，有时在泥结砂层上加一层碎石子。除非在岸边，地基沉降并不多见。

#### 台阶

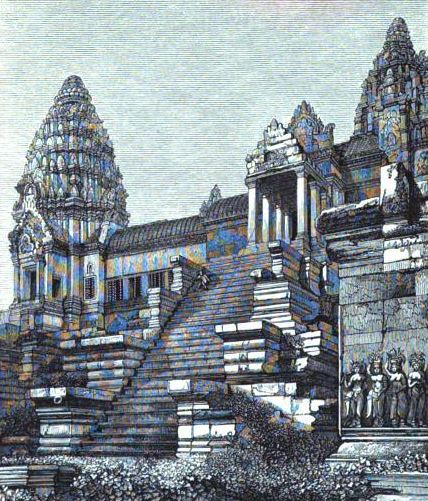
吴哥窟台阶

吴哥窟的台阶十分陡峭，由45度到70度不等，宛如“天梯”，各级的横面和竖面的比例，与常见的相反；所有的台阶都是正面搭建，并和建筑物主体大多直接联合，中间没有平台，使得攀登相当艰苦；正因为如此，建筑物的底面积收窄而不铺张占地，使得建筑物有矗立挺拔之感。

#### 墙壁
吴哥窟的墙壁由沙岩、红土石或砖块构成，多数不用砂浆；砖墙则有时用石灰、棕榈糖和藤本植物汁制成的植物胶粘合。墙的厚度，远超过材料强度所需，一米至一米半厚的墙壁，在吴哥窟并不罕见；有的石块还是按最长的一面垂直墙面砌成的。有些墙壁，内向面是垂直的，外向面却是台阶。主墙或间墙上的门槛极高，将廊廡分割成许许多多间隔。

#### 拱顶
吴哥窟和其他吴哥庙宇中的拱顶，有一个共同点特征：内部空间狭窄，大群朝拜者无处可避风雨。由径向楔形砖镶砌而成的真拱在古代希腊和古代中国都常见，12世纪的吴哥，尽管可以见到径向砌筑的井口，却不见真拱用于拱顶。有学者认为，这是出于仪式的需要，印度教有云“径向拱不得安宁，唯有叠涩拱方得安息”。吴哥窟的拱顶結構，是由牆壁上方的石磚逐級水平內錯，最后在中線合攏，再放上蓋頂石而成的疊澀拱。拱顶的内壁呈叶尖形，有木质天花板覆盖的部分，拱顶未加修饰，没有天花板的部分，经过精心加工和装饰，侧廊的半拱部分，尤其如此。拱顶的外观光溜，截面几近半圆，正提供山墙的外形。十字廊相交处的拱顶是交叉拱顶，寺塔中殿的拱顶，是与前者相反的牟合方盖式拱顶。

## 气候和环境对吴哥窟的影响
吴哥窟的主要建材是砂岩和红土。根据颜色、纹理、化学成分和矿物组成，砂岩可分为几种类型：灰棕色砂岩，红砂岩、绿色砂岩。其中灰褐色砂岩，因为它多孔性、抗压强度低下和高孔隙度，尤其容易恶化。恶化的主要原因包括化学风化，蝙蝠粪便导致的风化，树木、藻类和地衣的生长和生物腐蚀。供水也是必不可少的恶化条件。
吴哥窟建筑表面的基本建材是来自四十公里处的库楞山的中生代沙岩石，建筑物的地基和宝塔的内心充填以红土石。沙岩石和红土石，深受气候影响。吴哥窟地区，每年十二月到来年四月，雨量极为稀少，五月到十月是雨季。旱季的平均湿度是75％，雨季上升到80％至90％，建筑物的朝阳面的表面温度，最高可达摄氏62度。在这种环境下，学者们发现，吴哥窟建筑物表面风化，雕刻面鳞片化和剥落严重，在底层和上层建筑物，出现沙岩的轮廓收缩和盐风化现象。沙岩中的盐分主要有石膏和硝酸化合物岩相分析表明，建筑物的底部石膏含量比上层高，显然是雨季时候，将地面上的雨水通过毛细管作用渗透建筑物的底层，导致沙岩的轮廓收缩和石料流失。几百年来吴哥窟的建筑物，招来成群的蝙蝠，它们在吴哥窟的建筑物表面上遗留厚厚的粪便。这些蝙蝠粪便含有风化面上测出的钾、钠、锰、钙、氧化氮等物质，而且可溶性硫酸盐和硝酸盐的含量特别高。研究表明吴哥窟寺庙中的蝙蝠粪便是高浓度的盐分的主要来源，凡有高浓度的盐引起沙岩风化的地方，总是可以找到雨水通过毛细血管作用渗透入廊廡的地板、墙壁和柱子上。显然雨水接触到积累的粪便，将水溶性离子溶解到石材中，导致建筑物表面的破坏。雨水中的硫酸盐或空气中的二氧化硫非沙岩中所含盐份的成因，蝙蝠粪便的水溶性成分是沙岩中盐的主要来源；雨季旱季的周期中沙岩的高度膨胀收缩，更加速岩石的崩溃。
沙岩石块之间用的胶合剂，也导致碳酸钙在岩石表面形成结晶，形成岩石表面剥落。
吴哥窟建筑物表面常见的有色生物膜包，含球状蓝藻为主的微生物群落。此外在所有的样品中还检测到嗜麦芽窄食单胞菌、芽孢杆菌芽孢杆菌、芽孢杆菌、羊栖菜、类芽孢杆菌等异养细菌。这些微生物生物膜群落，能够耐受猛烈的日晒与高度的脱水，其中一些细菌产生的有机酸，可能降低的石料的强度，导致砂岩败坏。

## 吴哥寺的保护工作
1992年，联合国教育科学文化组织将吴哥古迹列入世界文化遗产名录，但同时也将它列入濒危世界文化遗产名单，又号召世界各国为保护吴哥古迹出力，鼓励柬埔寨政府保护现场。自1993年开始，世界各国对吴哥窟的保护工作重新展开。德国飞天女保护工程（GACP）正致力于保护吴哥窟的飞天女和其他浮雕装饰免遭损坏。该组织的调查发现，约有20％的神像条件极差，主要是因为岩石的自然侵蚀和风化，但一部分也因先前保护不当。修理工作还包括修理结构倒塌、防止进一步倒塌等其他项目；例如自2002年以来，上层围廊的西外墙，一直用棚架支撑。与此同时，2005年日本的维修队完成了周边廊内北藏经阁的恢复工作。
1993年当成为世界文化遗产之后一年，吴哥窟只有寥寥无几七千多名游客，时至今日吴哥窟已成为旅游胜地，参观人数数字虽未曾公布，但根据柬埔寨旅游局资料，2004年柬埔寨全国迎来超过100万人次的国外游客，其中57％计划到吴哥寺里参观。到目前为止，除了一些涂鸦之外，游客的涌入造成的损害较小。寺内的大型浮雕业已用绳栏保护，而地面则加盖木板保护。虽然大部分维修保养工作是由外国政府赞助的队伍进行，而不是由柬埔寨当局进行，但旅游业还是为维修工作提供一些额外资金，全吴哥境的门票收入中，约有28％用于吴哥寺。
经过世界各国古迹维修专家们，将原是一片废墟的周萨神庙修复完毕，联合国教育科学文化组织在2004年7月4日决定，将吴哥古迹从濒危世界文化遗产名单除名。吴哥古迹包括吴哥窟的维修工程仍然继续。

## 图集

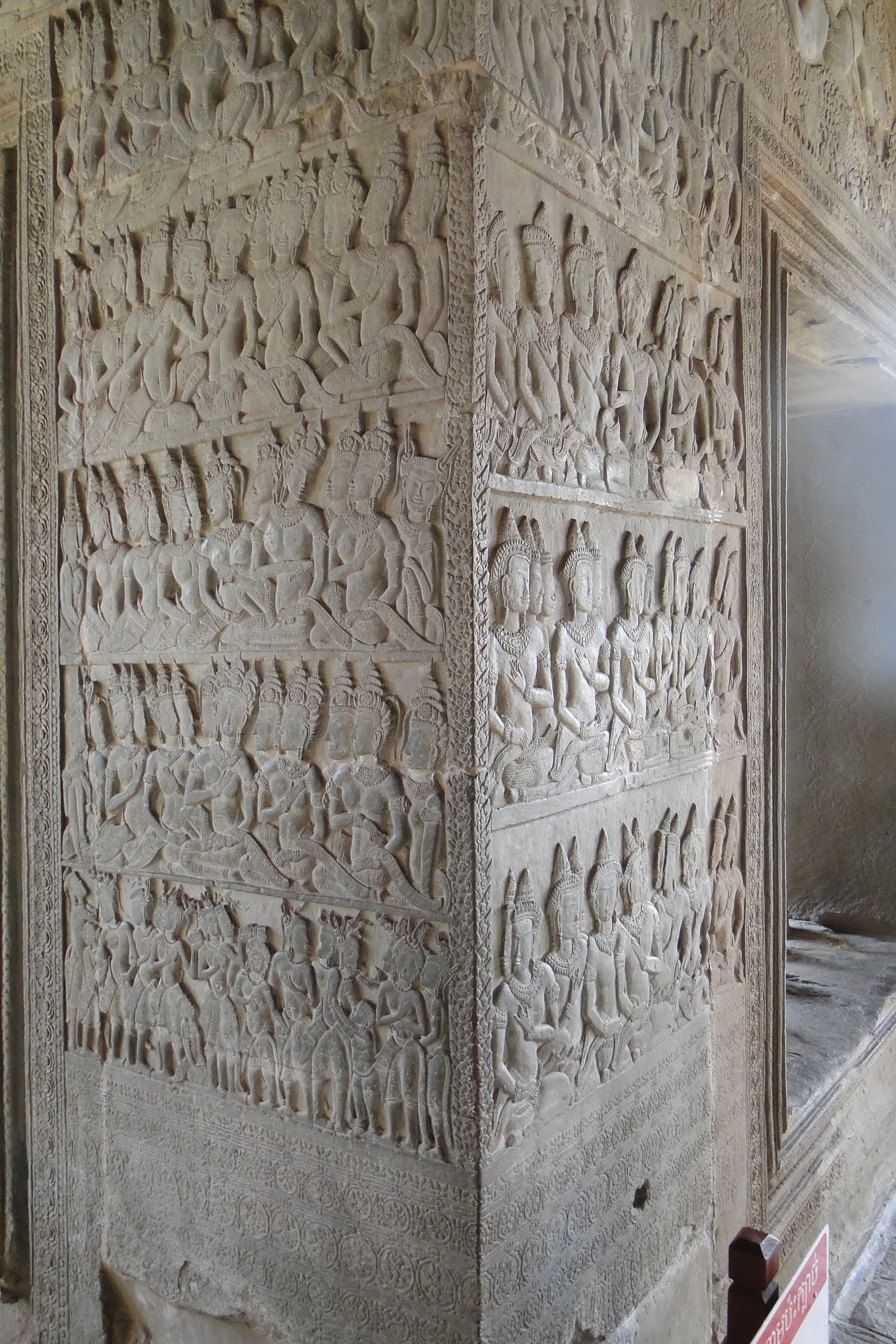
景区一角

## 外部連結
- 中國大百科全書-吳哥窟（页面存档备份，存于）
- NASA 衛星照片（页面存档备份，存于）
- 中國幫柬埔寨修吳哥窟（页面存档备份，存于）
- 文化旅遊系列 - 吳哥窟（页面存档备份，存于）
- Rolamd Fletcher lecture on use of LiDAR at Amgkor, 2013
- 维基导游上有關吴哥窟（法文）的旅行指南
- 维基导游上有關吴哥窟（英文）的旅行指南
- OpenStreetMap上有關吴哥窟的地理